# Arte celta

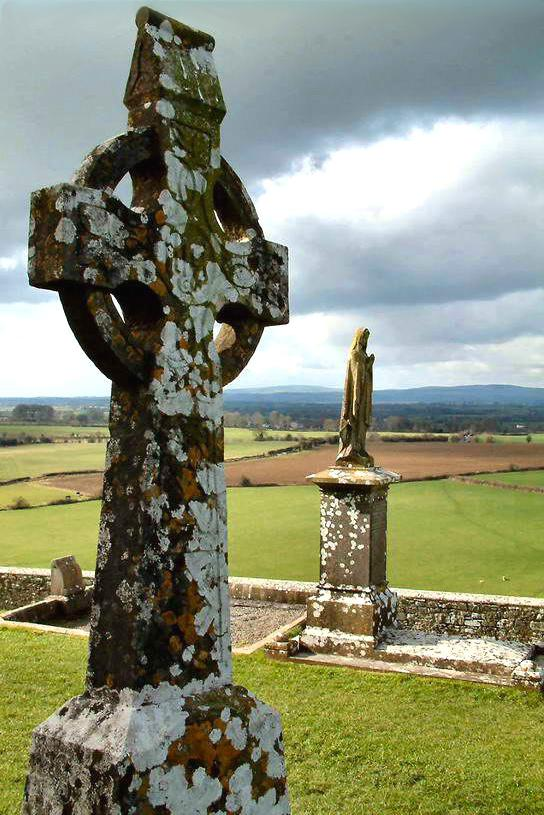
Cruz celta em Rock of Cashel, Irlanda

Arte celta é toda a arte associada aos povos celtas do período pré-histórico até o período moderno. Consideram-se celtas todos os povos antigos falantes de línguas celtas originários da Europa Central e Ocidental que habitavam grande parte do continente europeu desde o período pré-romano, inclusive Inglaterra, Gália, partes de Portugal e da Espanha, Alemanha, República Tcheca e Eslováquia. Além disso, a arte celta também inclui as manifestações artísticas de povos antigos cuja linguagem é incerta, mas que se acredita possuírem certas conexões culturais e estilísticas com os povos celtas.
Arte celta é um termo de grande amplitude, com manifestações abrangendo muitas épocas, culturas e locais diferentes. Ela possui alguma continuidade com a arte europeia da Idade do Bronze que a precedeu, mas a maioria dos arqueólogos utiliza geralmente o termo arte celta para se referir à cultura europeia da Idade do Ferro até a conquista pelo Império Romano da maior parte dos territórios relevantes. Muitos historiadores da arte só começam a utilizar o termo arte celta a partir do período da cultura La Tène em diante, ou seja, do século V a.C. até ao século I a.C. Arte celta primitiva é outro termo usado para esse período, estendendo-se na Grã-Bretanha até cerca de 150 d.C. A arte inglesa e irlandesa da Alta Idade Média – que produziu o Livro de Kells e outras obras – é chamada de arte insular. Essa é a manifestação mais conhecida, mas não representa o conjunto da arte celta na Alta Idade Média, que também inclui a arte picta da Escócia.
Ambos estilos absorveram influências consideráveis de fontes não-celtas, mas mantiveram uma preferência pela decoração geométrica, descartando os assuntos figurativos. Formas circulares energéticas, trísceles e espirais são característicos. Grande parte do material sobrevivente é em metal precioso, o que sem dúvida dá uma imagem pouco representativa. Além das pedras pictas e das cruzes altas insulares, grandes esculturas monumentais, mesmo com entalhes decorativos, são muito raras. As poucas esculturas antropomórficas encontradas – como o Guerreiro de Hirschlanden – possivelmente eram mais comuns em madeira.
Também associado ao termo está a arte da renascença céltica (mais notável pela literatura) do século XVIII até a Era Moderna, que se iniciou com um esforço consciente dos celtas modernos, principalmente nas Ilhas Britânicas, para expressar identidade e nacionalismo. O movimento ainda é popular em diversas formas, como cruzes celtas em monumentos funerários e em tatuagens.
Tipicamente, a arte celta é ornamental, evitando linhas retas e ocasionalmente utilizando simetria, sem a imitação da natureza – aspecto central da tradição clássica. A arte celta usou uma variedade de estilos e mostrou influências de outras culturas em suas espirais, padrões, escrita, zoomorfismo e figuras humanas.

## Precedentes

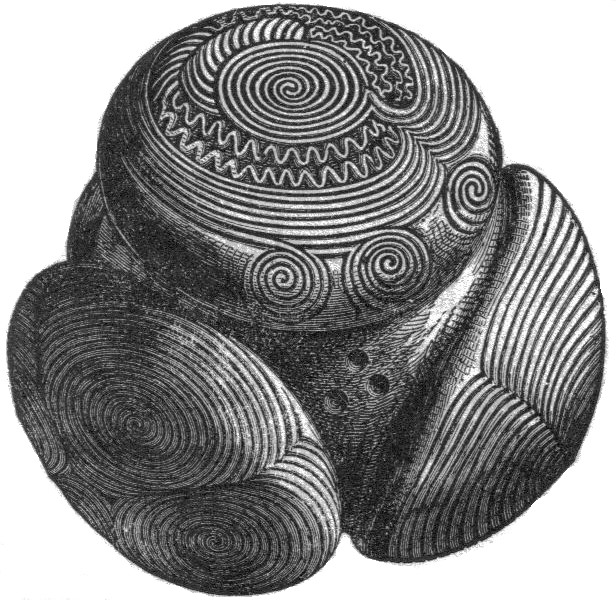
Bola de pedra esculpida em Towie em Aberdeenshire, datada de 3200 a 2500 a.C.

Os povos antigos agora chamados celtas se comunicavam por um grupo de linguagens de origem comum indo-europeia conhecida como celta comum ou proto-celta. Essa origem linguística compartilhada já foi aceita por estudiosos para representar pessoas com uma origem genética comum no sudeste da Europa, que espalharam sua cultura por meio da migração e invasão. Arqueologistas identificaram diversas características culturais desses povos, incluindo estilos artísticos, e os traçaram até o princípio da cultura de Hallstatt e da cultura de La Tène. Estudos genéticos mais recentes indicaram que variados grupos celtas não apresentam uma ancestralidade compartilhada, e sugeriram uma difusão e disseminação da cultura sem necessariamente envolver o movimento significativo de povos. Até que ponto a língua, cultura e genética celta coincidiram e interagiram durante os períodos pré-históricos permanece muito incerto e controverso.

Distribuição dos povos e línguas celtas:
Área do Cultura de Hallstatt no século VI a.C.
Maior expansão celta cerca de 275 a.C.
Lusitânia (assentamento celta incerto)
As seis “nações celtas” com línguas celtas no período moderno
Área de distribuição atual das línguas celtas

A arte celta é associada com os povos conhecidos como celtas – aqueles que falavam as línguas celtas na Europa da pré-história até o período moderno – bem como a arte de povos antigos dos quais a língua é incerta, mas que tem semelhanças culturais e estilísticas com falantes das línguas celtas.

## Período pré-celta
A cultura arqueológica mais antiga, convencionalmente chamada celta, a cultura de Hallstatt, vem do início da Idade do Ferro, c. 1000-550 a.C. No entanto, a arte desse e de períodos posteriores reflete uma continuidade considerável e algumas correspondências a longo prazo com artes primordiais das mesmas regiões, o que pode refletir a ênfase em estudos recentes sobre celticização por aculturação entre uma população relativamente estática, se opondo a teorias ultrapassadas de migrações e invasões. A arte do período Hallstatt baseou-se principalmente na arte antiga dos gregos e etruscos. A arte celta propriamente dita começou no início do período La Tène, no século V a.C.
A arte megalítica por todo o mundo usa um similar vocabulário misterioso de círculos, espirais e outras formas curvas. Os remanescentes mais numerosos de megalitismo na Europa são os grandes monumentos, com muitos petróglifos deixados pela cultura neolítica do Vale do Boyne na Irlanda. Outras correspondências são entre as lúnulas – grandes colares da Irlanda na Idade do Bronze – e os torques dos celtas da Idade do Ferro, todos ornamentos elaborados usados ao redor do pescoço. As terminações em forma de trombeta de vários tipos de joias irlandesas da Idade do Bronze são também reminiscentes populares na decoração celta posterior.

## Idade do Ferro — Arte celta primitiva

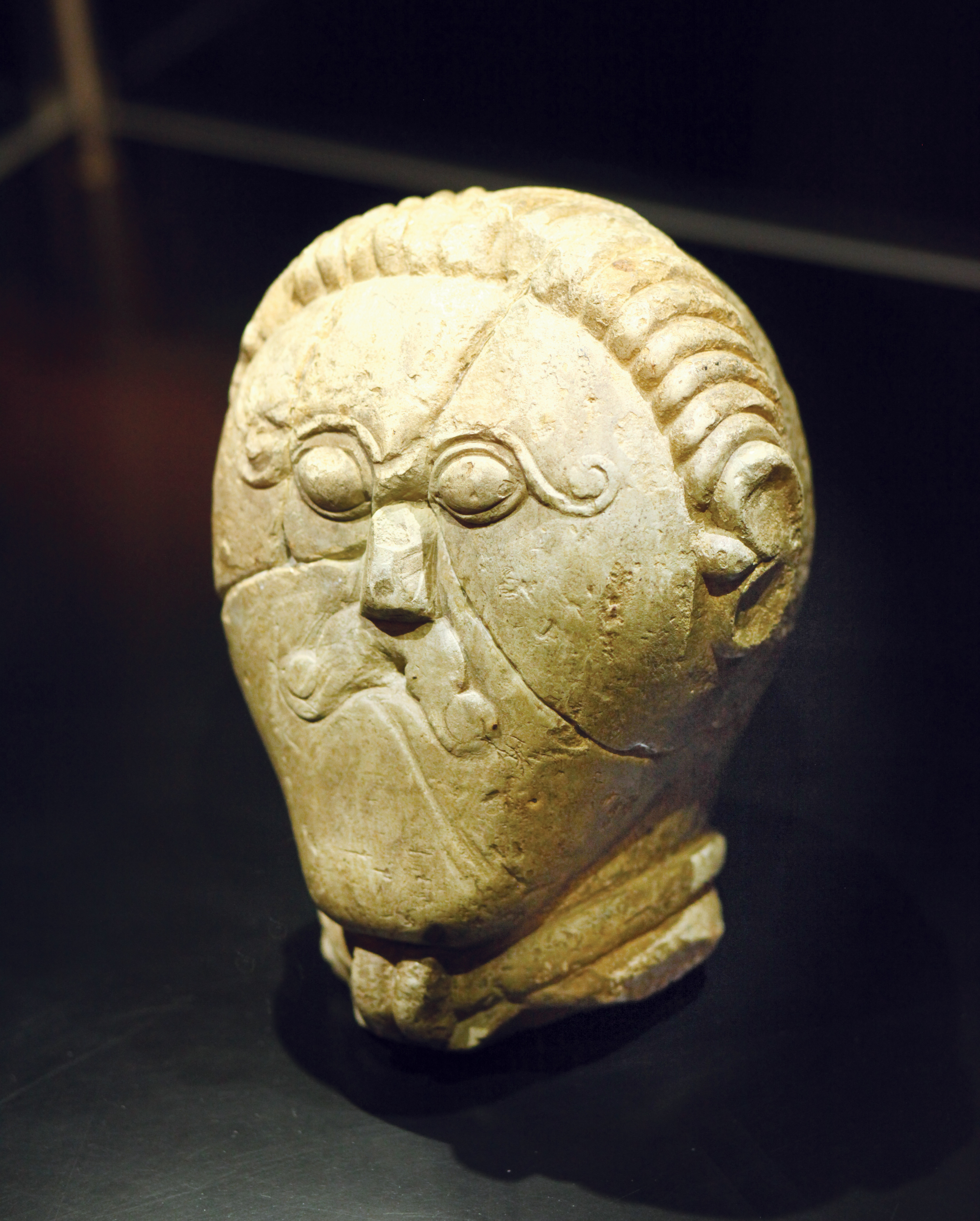
Cabeça de pedra de Mšecké Žehrovice, República Tcheca, usando um torque, cultura tardia de La Tène

Diferentemente da cultura rural na Idade do Ferro dos habitantes das nações celtas modernas, a cultura celta continental do período apresentava muitos assentamentos fortificados, alguns muito grandes, aos quais a palavra romana para cidade – oppidium – é utilizada para denominação. As elites dessas sociedades possuíam riquezas consideráveis e importavam caros e grandes objetos de culturas vizinhas, alguns deles foram recuperados de túmulos. O trabalho de Paul Jacobsthal mantém a base de estudos da arte do período, especialmente no seu livro Early Celtic Art de 1944.
A cultura de Hallstatt produziu arte com ornamentos geométricos marcados por padrões de linhas retas e retângulos mais do que curvas; a padronização é frequentemente intrincada e preenche todo o espaço livre da peça. Linguistas afirmam que a cultura Hallstatt se originou entre pessoas falantes de línguas celtas, mas historiadores da arte preferem evitar descrever a arte Hallstatt como celta.
À medida que a sociedade de Halstatt se tornava cada vez mais rica e ligada pelo comércio a outras culturas, especialmente no mediterrâneo, objetos de estilos radicalmente diferentes começaram a aparecer por meio da importação, até mesmo incluindo sedas chinesas. Um exemplo famoso é a cratera grega da Tumba de Vix na Borgonha, que foi feito na Magna Grécia c. 530 a.C.. É um grande vaso de bronze para a mistura de vinhos, com a capacidade de 1.100 litros. Outro grande vaso grego na Tumba de Hochdorf é decorado com três leões reclinados deitados na borda, um dos quais é uma substituição por um artista celta que fez falhas tentativas de copiar o estilo grego dos outros. Formas características da cultura de Hallstatt podem ser encontradas tão longe da principal área cultural da Europa Central quanto a Irlanda, mas misturados com tipos e estilos locais.

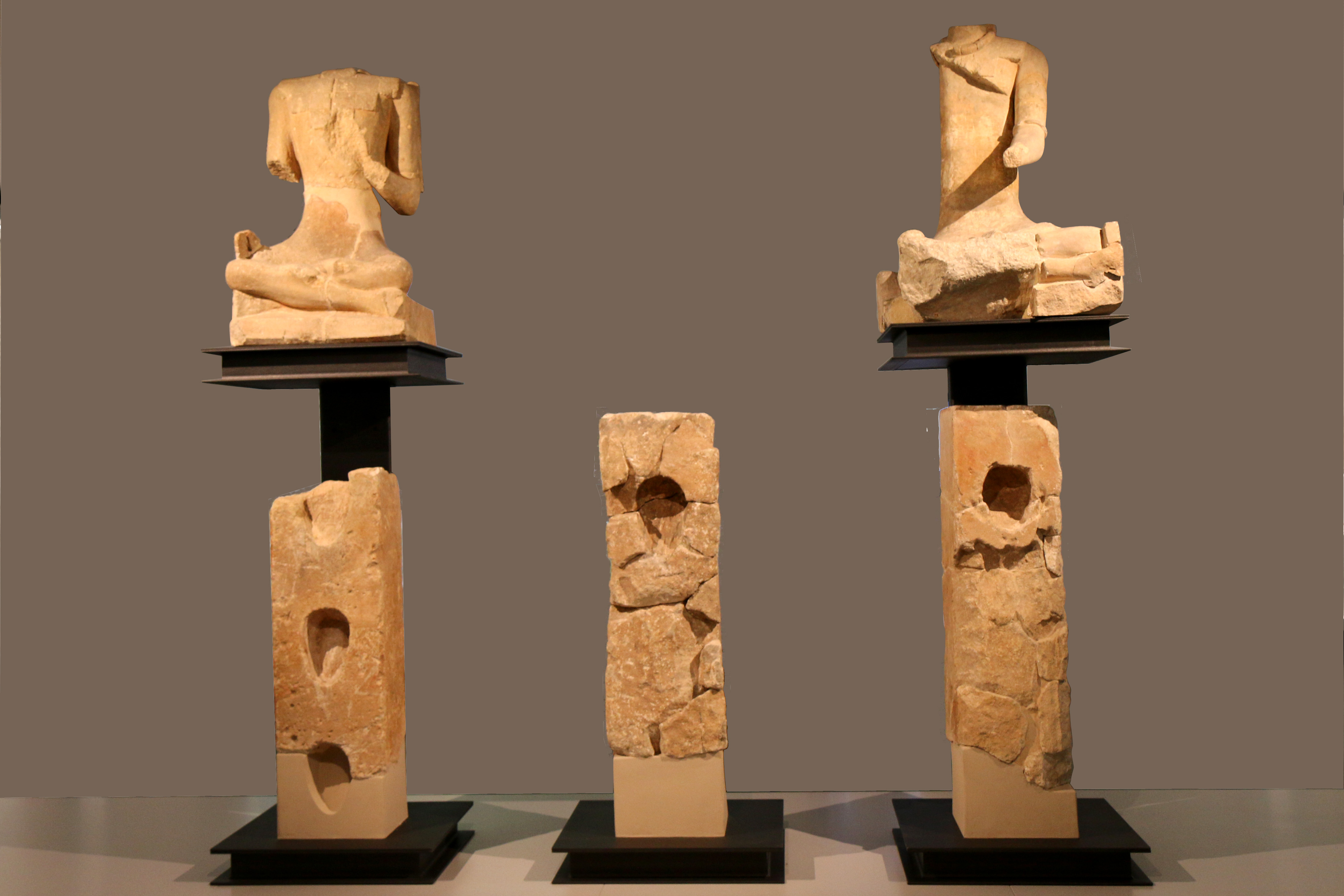
Escultura de Roquepertuse, incluindo nichos de caveiras e figuras sentadas

Figuras de animais e humanos chegam a aparecer, principalmente em trabalhos com um elemento religioso. Entre os objetos mais espetaculares estão os vagões de culto em bronze, que são grandes carrinhos com rodas contendo grupos lotados de figuras em pé, às vezes com uma tigela grande montada em um eixo no centro da plataforma, provavelmente para oferendas aos deuses; alguns exemplares foram encontrados em túmulos. As figuras são modeladas de forma relativamente simples, sem muito sucesso no naturalismo anatômico detalhado em comparação com as culturas mais ao sul, mas muitas vezes alcançando um efeito impressionante. Há também uma série de figuras de pedra única, muitas vezes com uma coroa de folhas – duas projeções arredondadas achatadas, semelhantes a um par de vírgulas inchadas, subindo atrás e ao lado da cabeça, provavelmente um sinal de divindade.
Cabeças humanas isoladas, sem corpos, são muito mais comuns, frequentemente aparecendo em relevo em todos os tipos de objetos. No período La Tène, muitas vezes surgem rostos (com cabeças de pássaros) de decoração que à primeira vista parecem abstratas ou baseadas em plantas. Nas figuras que mostram o corpo inteiro, a cabeça costuma ser muito grande. Há evidências de que a cabeça humana tinha uma importância especial nas crenças religiosas celtas.
Os conjuntos mais elaborados de esculturas de pedra, incluindo relevos, vêm do sul da França, em Roquepertuse e Entremont, próximo de áreas colonizadas pelos gregos. Roquepertuse parece ter sido um santuário religioso, ao qual o trabalho em pedra inclui o que é pensado ter sido nichos onde as cabeças e crânios dos inimigos eram expostos. Esses são datados do século III a.C., ou às vezes antes.
No geral, o número de achados de melhor qualidade não é grande, especialmente quando comparado ao número de peças sobreviventes das culturas mediterrâneas, e existe uma divisão muito clara entre objetos da elite e objetos mais simples utilizados pela maioria da população. Existem muitos torques e espadas (o sítio arqueológico de La Tène produziu cerca de 3.000 espadas, aparentemente ofertas votivas) mas os achados mais conhecidos, como a cabeça Tcheca acima, as placas de sapatos de Hochdorf e o Capacete de Waterloo, frequentemente não tem outros objetos similares para comparação. O conteúdo religioso na arte celta é raro, mas pouco se conhece sobre o simbolismo e significado que maioria dos objetos decorativos e práticos tinham para seus criadores.

### Galeria Hallstatt

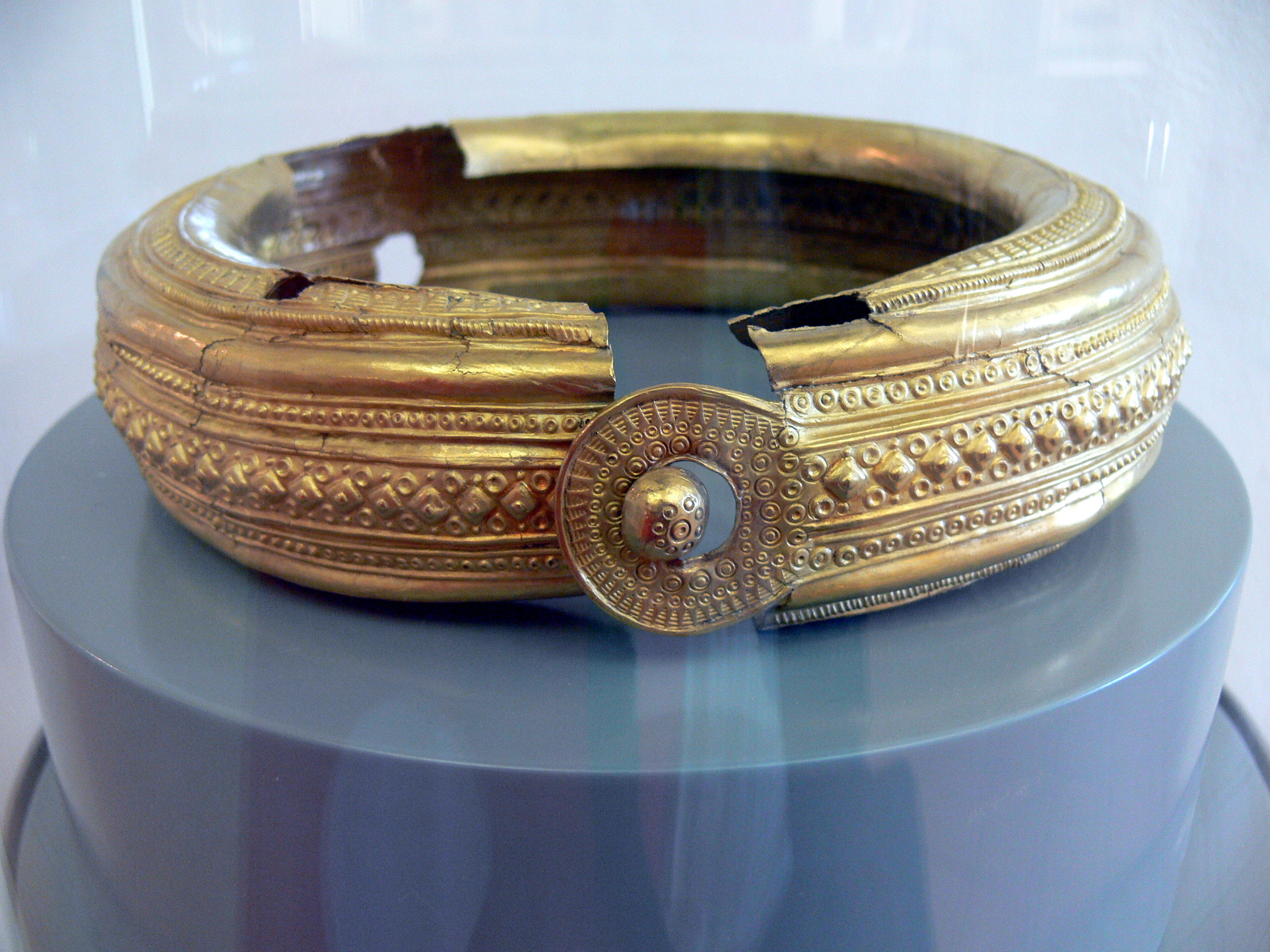
Colar de ouro de Hallstatt tardio da Áustria, c. 550 a.C.
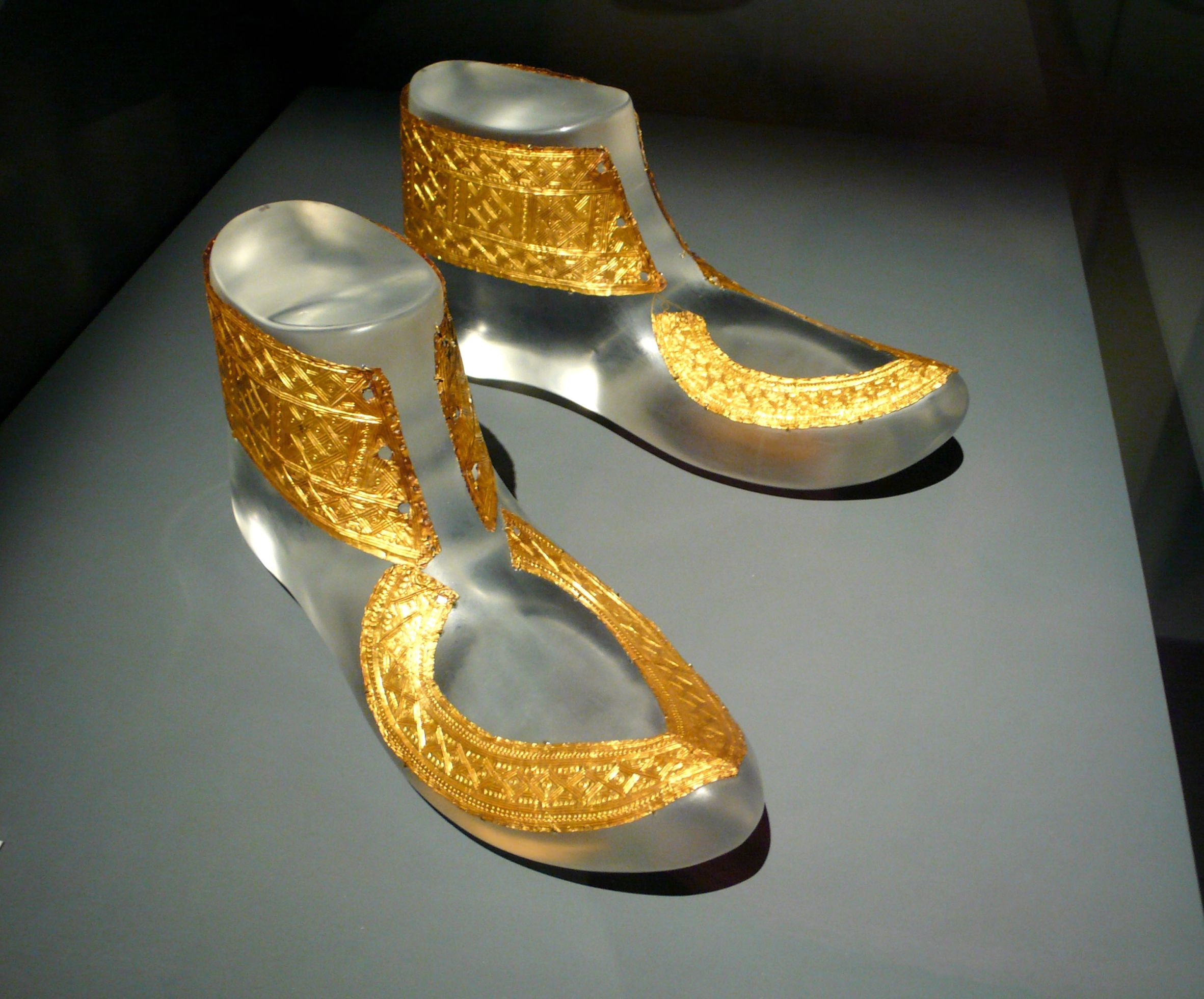
Placas de sapato de ouro na tumba de Hochdorf, Alemanha, c. 530 a.C.
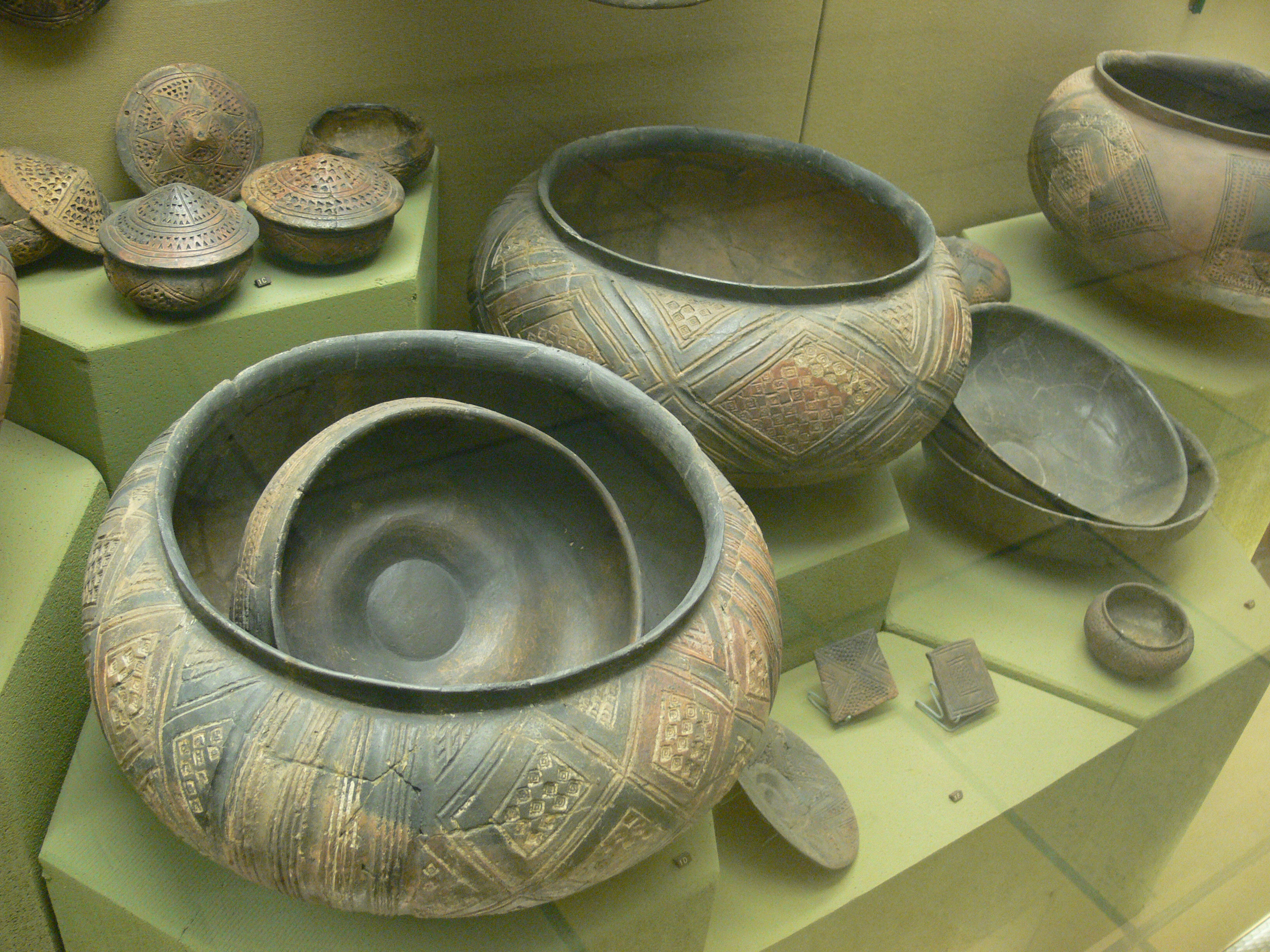
Cerâmica de Heuneburg, Alemanha
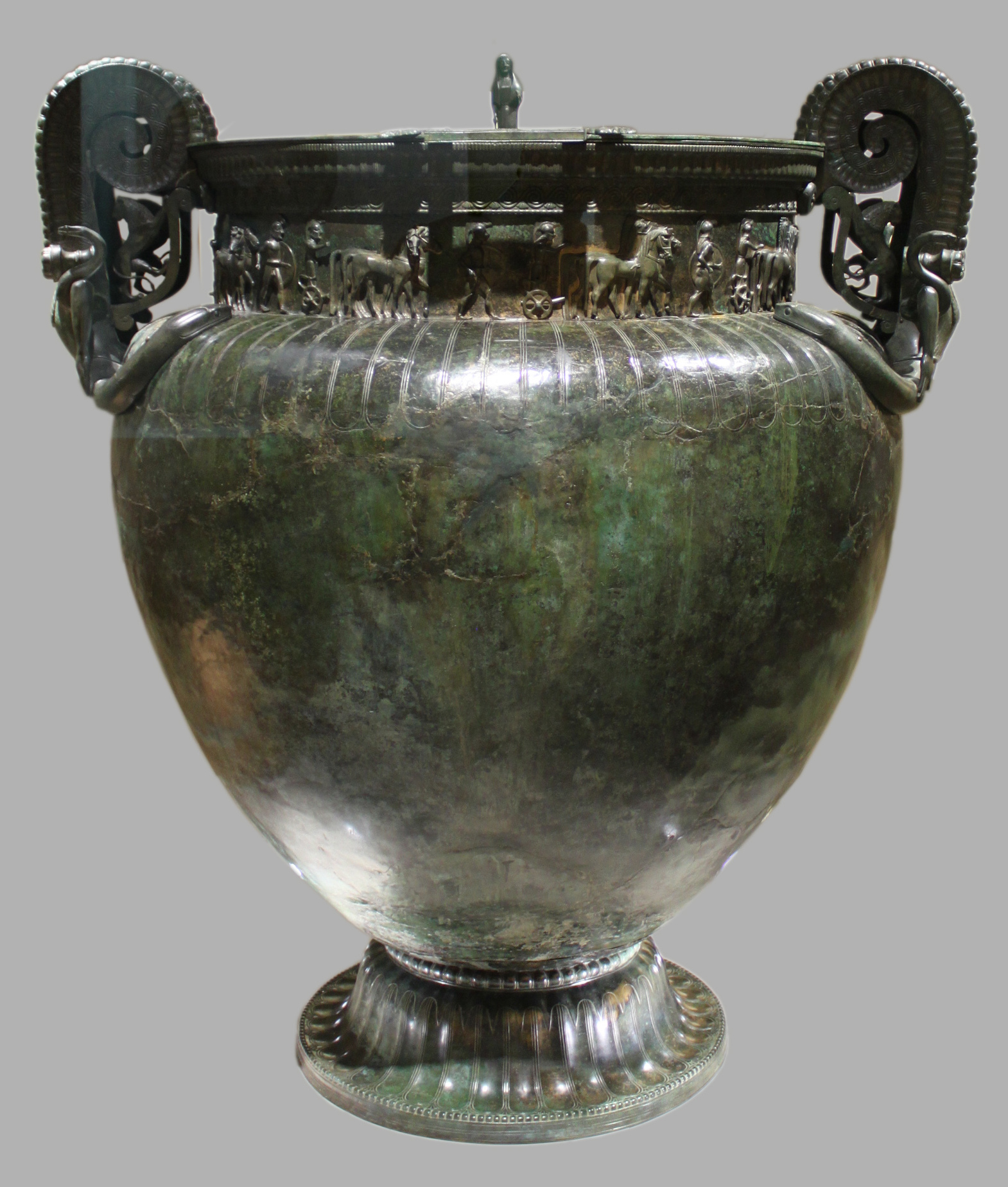
A Cratera Vix grega importada, encontrada na Tumba de Vix, França.

## Estilo de La Tène

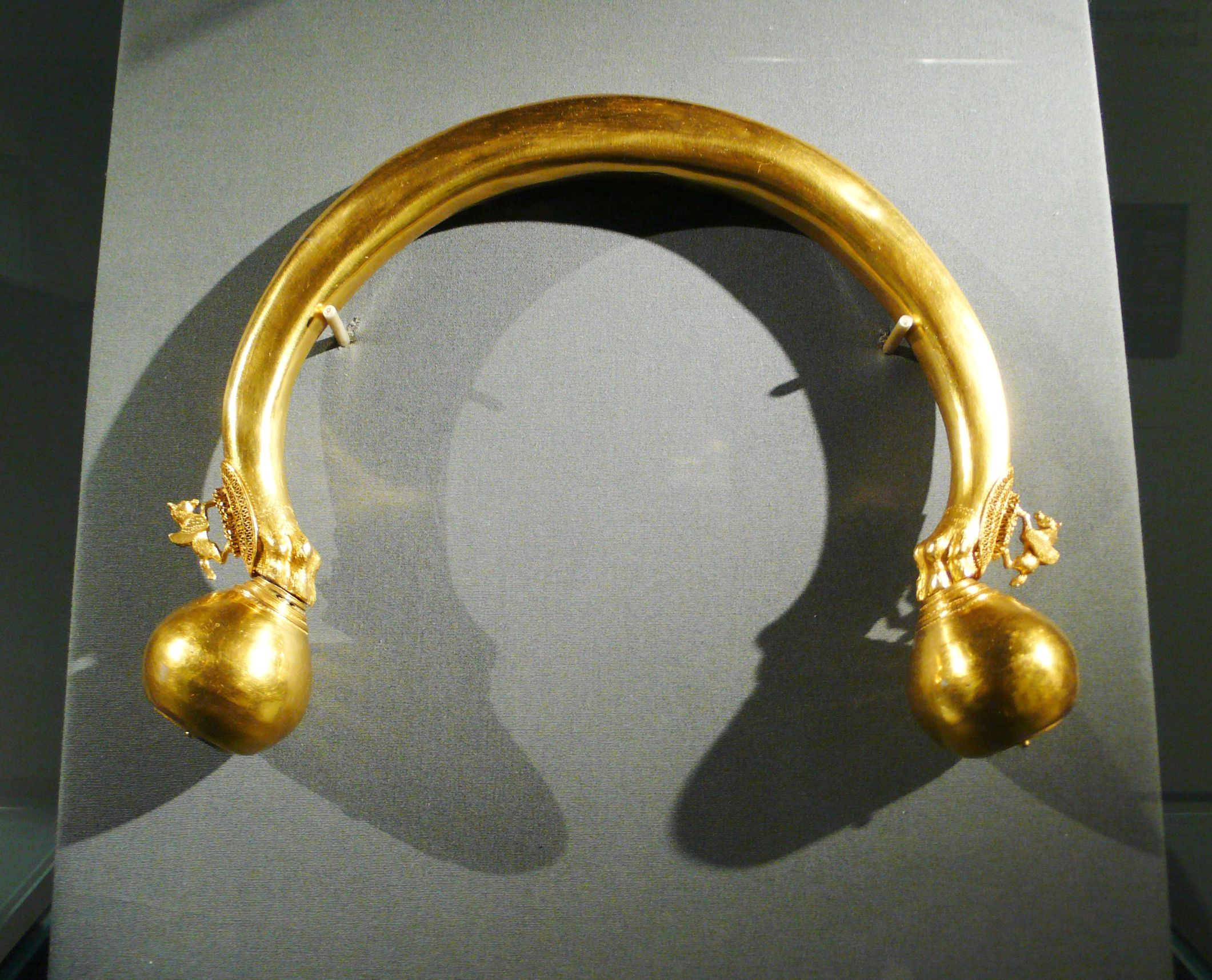
Torque da Tumba de Vix, c. 480 a.C.

Por volta de 500 a.C., o estilo de La Tène – batizado em homenagem a um sítio arqueológico na Suíça – apareceu de repente, coincidindo com certo tipo de convulsão social que envolveu uma mudança dos principais centros na direção noroeste. A área central onde os sítios mais ricos eram normalmente encontrados ficava entre o norte da França e o oeste da Alemanha, mas com o passar dos próximos três séculos o estilo artístico se espalhou, até a Irlanda, Itália e Hungria. Em alguns lugares os celtas eram invasores agressivos, mas em outros a disseminação da cultura material celta pode ter envolvido apenas pequenos movimentos de pessoas, ou nenhum. O estilo inicial de La Tène adaptou motivos ornamentais de culturas estrangeiras em algo distintamente novo; a mistura complicada de influências, incluindo a arte cita e a dos gregos e etruscos, entre outros. A ocupação do território pelo Império Aquemênida da Trácia e da Macedônia por volta de 500 a.C. é um fator de importância incerta. O estilo de La Tène é uma "arte fortemente estilizada e curvilínea baseada principalmente em motivos clássicos de vegetais e folhagens, como formas de palmeiras folhosas, videiras, gavinhas e flores de lótus, juntamente com espirais, rolos em S, formas de lira e trombetas".
Os objetos mais luxuosos, cujos materiais imperecíveis tendem a significar que são os mais bem preservados além da cerâmica, não refutam as ideias estereotipadas dos celtas encontradas em autores clássicos, onde são representados como interessados principalmente em banquetes e lutas, bem como em exibições ostentosas. A sociedade era dominada por uma aristocracia de guerreiros e equipamento militar, ainda que em versões cerimoniais, e recipientes para bebidas, representam a maioria dos maiores e mais espetaculares achados, além de joias. Infelizmente para a comunidade arqueológica, os ricos enterros principescos característicos do período de Hallstatt diminuíram muito, pelo menos em parte por causa de uma mudança de enterros de inumação para cremação.
O torque era evidentemente o marcador principal de posição social e foi muito amplamente usado, em uma variedade de metais, sem dúvida, refletindo a riqueza e a posição social do proprietário. Braceletes também eram comuns. Uma exceção à falta geral de representações da figura humana e à falha da sobrevivência dos objetos de madeira. São em certos locais aquáticos de onde aglomerados de pequenas figuras entalhadas de partes do corpo – que são consideradas oferendas votivas representando a localização da doença do suplicante – ou figuras humanas inteiras foram recuperadas. O maior desses sítios, em Source-de-la-Roche, Chamalières, França, forneceu cerca de 10.000 fragmentos, a maioria agora está em Clermont-Ferrand.

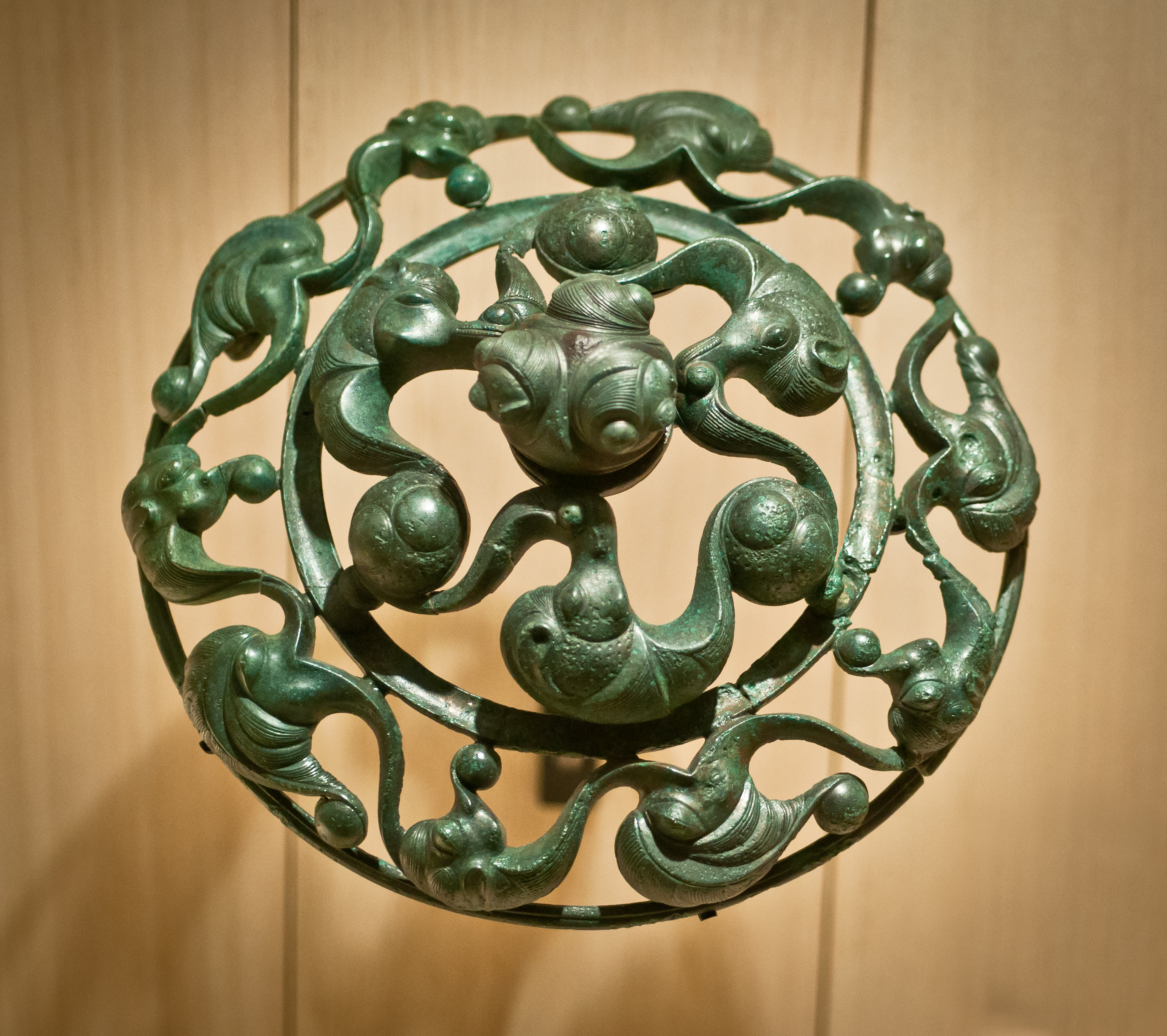
Encaixe de bronze da França no estilo vegetal

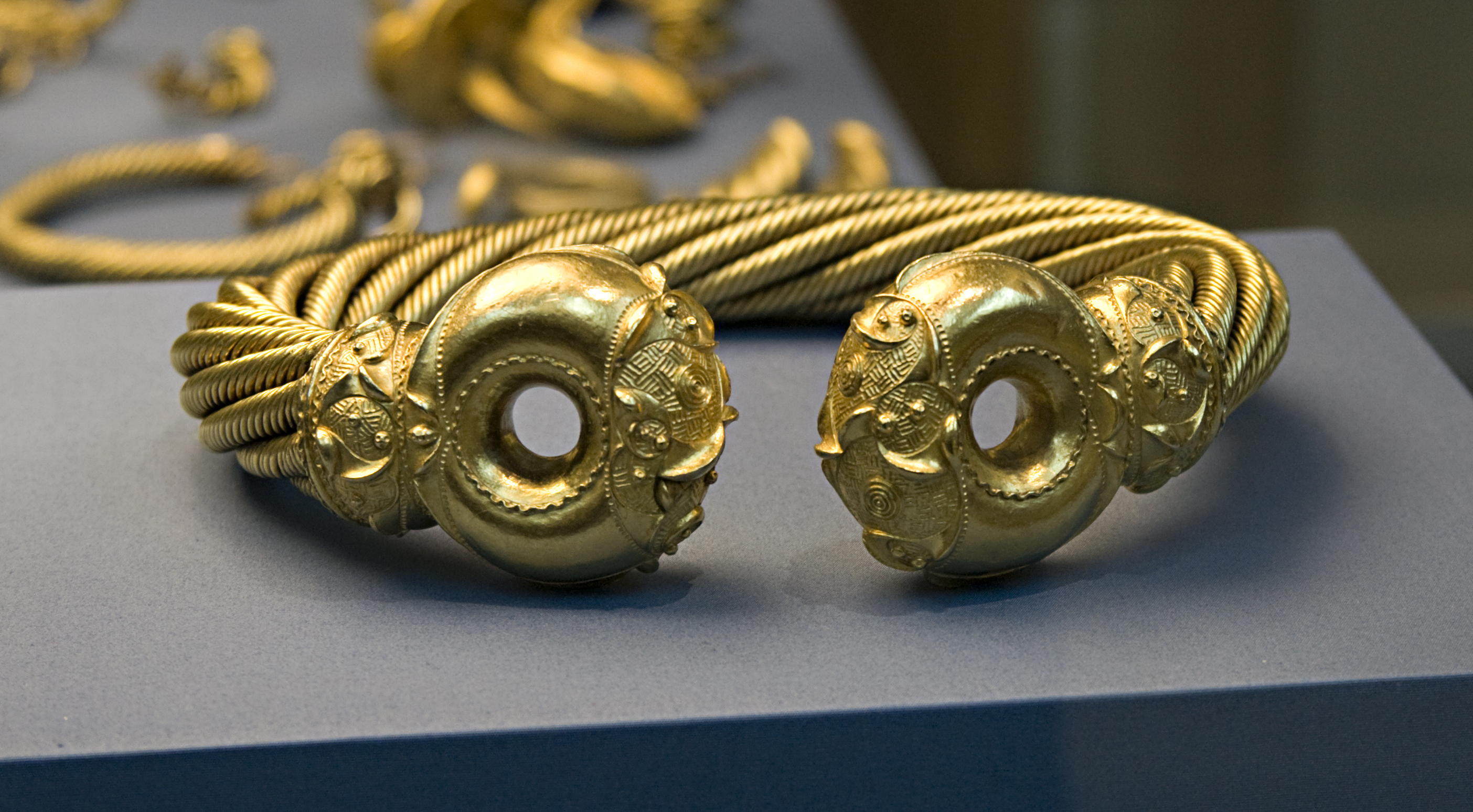
O Grande Torque de Snettisham, Inglaterra, século I a.C

Várias fases do estilo são distinguidas, sob uma variedade de nomes, incluindo séries numéricas (De Navarro) e alfabéticas. Geralmente, há um amplo consenso sobre como demarcar as fases, mas os nomes usados diferem, e agora é muito menos certo que eles se seguiram em sequência cronológica. Em uma versão da divisão de Jacobsthal, a fase inicial ou estrita (De Navarro I) onde os motivos importados permanecem reconhecíveis, é sucedida pelo vegetal, vegetal contínuo, estilo Waldalgesheim ou De Navarro II, onde o ornamento é "normalmente dominado por gavinhas em movimento contínuo de vários tipos, torcendo e girando em movimentos inquietos pela superfície".
Após cerca de 300 a.C., o estilo, agora De Navarro III, pode ser dividido em estilos plástico e espada, este último encontrado principalmente em bainhas e o primeiro com decoração em alto-relevo. Um estudioso, Vincent Megaw, definiu um estilo Disney de cabeças de animais semelhantes a desenhos animados dentro do estilo plástico e também uma arte do período Ópido, c. 125–50 a.C.. De Navarro distingue a arte insular das Ilhas Britânicas, até cerca de 100 a.C., como estilo IV, seguido por um estilo V, e a separação dos estilos celtas insulares é amplamente reconhecida.
A espetacular arte dos primeiros celtas continentais mais ricos, antes de serem conquistados pelos romanos, muitas vezes adotava elementos de estilos romanos, gregos e outros estrangeiros (e possivelmente usava artesãos importados) para decorar objetos que eram distintamente celtas. Como exemplo, o torque na rica Tumba de Vix em que as extremidades do torque em forma de pata de leão (ou animal semelhante) assentam sobre uma esfera, um modelo encontrado em muitos outros, sem haver uma conexão lógica com as bolas, e, do lado de fora do anel, dois minúsculos cavalos alados estão sentados em placas finamente trabalhadas. O efeito é impressionante, mas um tanto incongruente em comparação com um torque britânico igualmente ostentoso do Tesouro de Snettisham que foi feito 400 anos depois e usa um estilo que amadureceu e harmonizou os elementos que o compõem. O caldeirão de Gundestrup do século I a.C. é a maior peça sobrevivente de prata da Idade do Ferro europeia (69 cm de diâmetro, 42 cm de altura), mas, embora grande parte de sua iconografia pareça claramente celta, muito dela não o é, e seu estilo é muito debatido; pode muito bem ser de fabricação trácia. Para confundir ainda mais as coisas, foi encontrado em um pântano no norte da Dinamarca. O Capacete de Agris folhado a ouro sobre bronze mostra claramente a origem mediterrânica dos seus motivos decorativos.

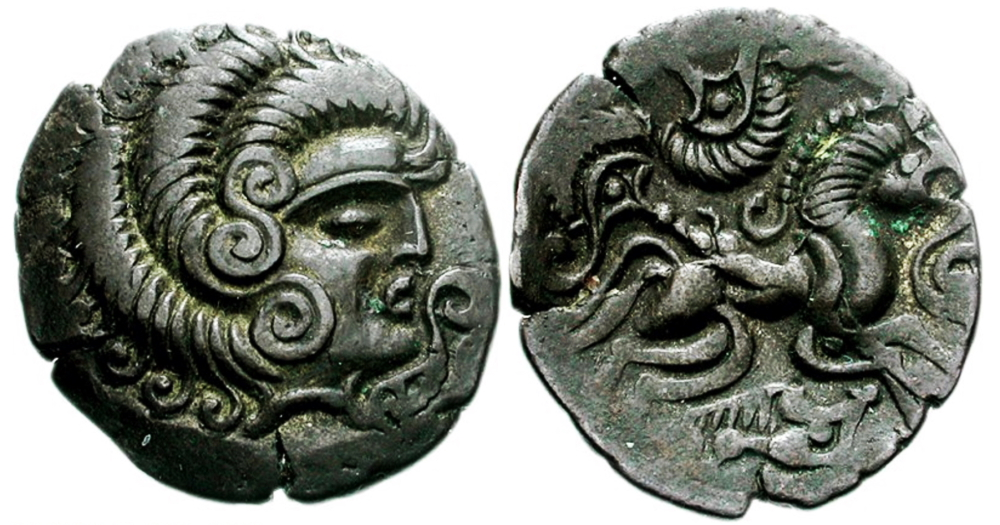
Gália, moeda coriosolita mostrando cabeça e cavalo estilizados (c. 100-50 a.C.)

A cunhagem celta é atestada por achados de cunhagens que vão do século IV a.C. ao final do século I a.C. A transição para uma economia monetária entre os celtas ocorreu devido às relações e contatos comerciais com os gregos e à presença de mercenários celtas entre as comunidades gregas. As moedas celtas foram, portanto, influenciadas pela cunhagem mediterrânica: copiavam originalmente os tipos gregos, especialmente as moedas do Reino da Macedónia do período de Filipe II e do seu filho Alexandre, o Grande. Consequentemente, tipos gregos ou mesmo letras gregas são encontrados em várias moedas celtas, especialmente nas do sul da Gália. Ao longo do tempo, a produção monetária sofreu uma evolução, com uma estilização progressiva da iconografia, um processo que, do ponto de vista grego, poderia ser definido como "barbarização", mas que para os artesãos celtas era apenas a livre expressão da sua criatividade.
Por volta do século III a.C., os celtas começaram a produzir moedas, imitando motivos gregos e romanos posteriores, a princípio bastante próximos, mas gradualmente permitindo que seu próprio gosto se assumisse, de modo que versões baseadas em cabeças clássicas sóbrias abrem espaço para retratos das mais variadas formas.
Uma forma aparentemente única no sul da Grã-Bretanha era o espelho com alça e decoração complexa, principalmente gravada, na parte de trás da placa de bronze; a frente sendo altamente polida para atuar como o espelho. Cada um dos mais de 50 espelhos encontrados tem um design único, mas sua forma essencialmente circular provavelmente ditou os sofisticados motivos curvilíneos abstratos que dominam sua decoração.
Apesar da importância da Irlanda para a arte celta do início da Idade Média, o número de artefatos que mostram o estilo de La Tène encontrado na Irlanda é pequeno, embora sejam frequentemente de alta qualidade. Alguns aspectos da metalurgia de Hallstatt apareceram na Irlanda, como chapes de bainha, mas o estilo La Tène não é encontrado na Irlanda antes de algum ponto entre 350 e 150 a.C., e até a última data é encontrado principalmente na Irlanda do Norte moderna, notavelmente em uma série de chapes de bainha gravadas. Posteriormente – apesar de a Irlanda permanecer fora do Império Romano que engolfou as culturas celta continental e britânica – a arte irlandesa esteve sujeita a influências externas contínuas, por meio do comércio e provavelmente de influxos periódicos de refugiados da Grã-Bretanha, antes e depois da invasão romana. Permanece incerto se alguns dos objetos mais notáveis encontrados no período foram feitos na Irlanda ou em outro lugar, tão distante quanto a Alemanha e o Egito em casos específicos.

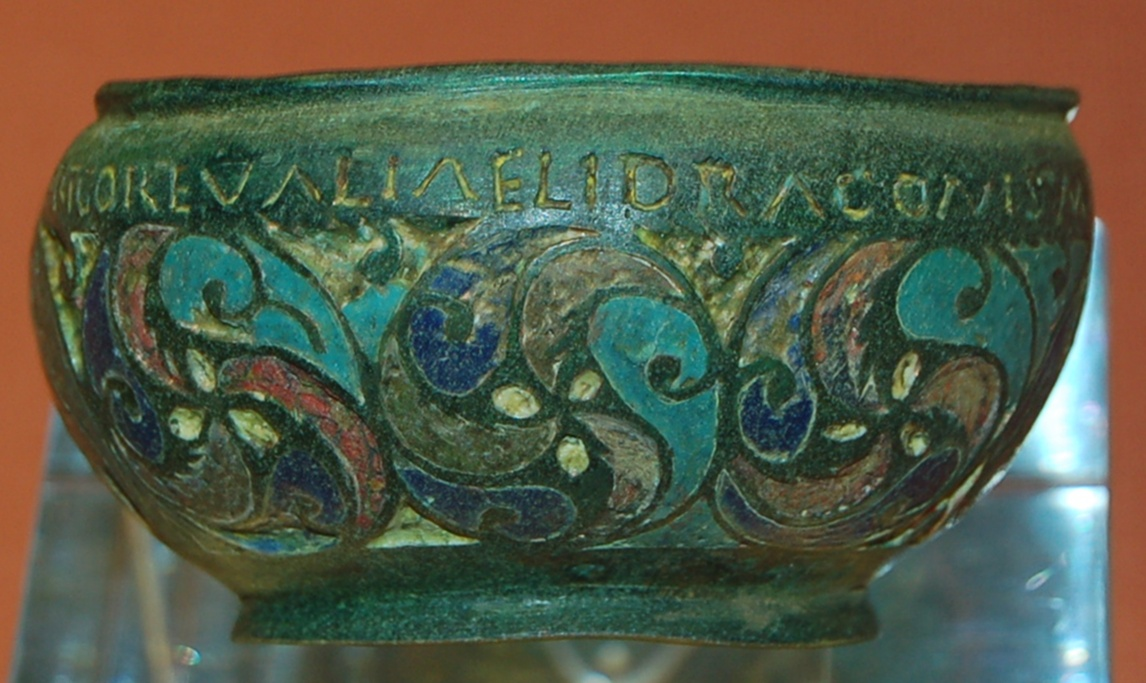
A Panela de Staffordshire Moorlands, romano-britânica do século II d.C., com detalhes em esmalte.

Mas na Escócia e nas partes ocidentais da Grã-Bretanha – onde os romanos e mais tarde os anglo-saxões foram amplamente retidos – as versões do estilo de La Tène permaneceram em uso até se tornar um componente importante do novo estilo insular que se desenvolveu para atender às necessidades de populações recém-cristianizadas. De fato, no norte da Inglaterra e na Escócia, a maioria dos achados é posterior à invasão romana do sul. No entanto, embora existam excelentes achados irlandeses dos séculos I e II d.C., há pouco ou nada no estilo de La Tène dos séculos III e IV d.C., um período de instabilidade na Irlanda.
Após as conquistas romanas, alguns elementos celtas permaneceram na arte popular, especialmente a cerâmica romana antiga, da qual a Gália era de fato a maior produtora – principalmente em estilos italianos, mas também produzindo obras de gosto local, incluindo estatuetas de divindades e peças pintadas com animais e outros assuntos em estilos altamente formalizados. A Britânia Romana produziu vários itens usando formas romanas, como a fíbula, mas com ornamentos no estilo La Tène, cuja datação pode ser difícil, por exemplo, um colar de latão articulado da época da conquista romana mostra uma decoração celta em um contexto romano. A Grã-Bretanha também fez mais uso de esmalte do que a maioria do Império e em objetos maiores, e seu desenvolvimento da técnica champlevé foi importante para a arte medieval de toda a Europa, da qual a energia e a liberdade derivadas da decoração insular eram um elemento importante. Decoração esmaltada em broches penanulares – broches dragonescos – e tigelas suspensas parecem demonstrar uma continuidade na decoração celta entre obras como a Panela de Staffordshire Moorlands e o florescimento da arte cristã insular a partir do século VI.

### Galeria La Tène

Exemplares continentais
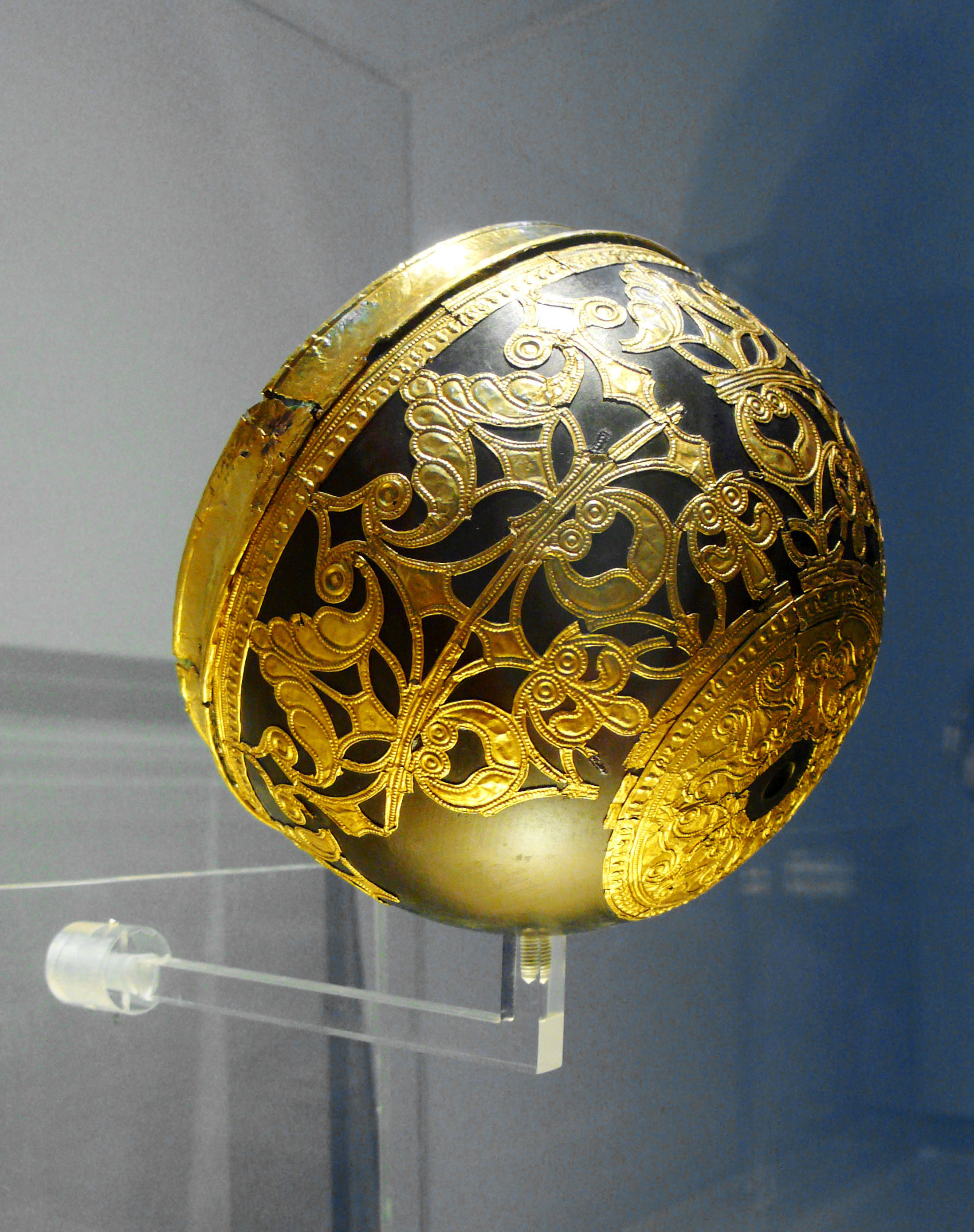
Aplicações em ouro sobre taça, adaptando temas mediterrânicos, Alemanha, c. 420 a.C.
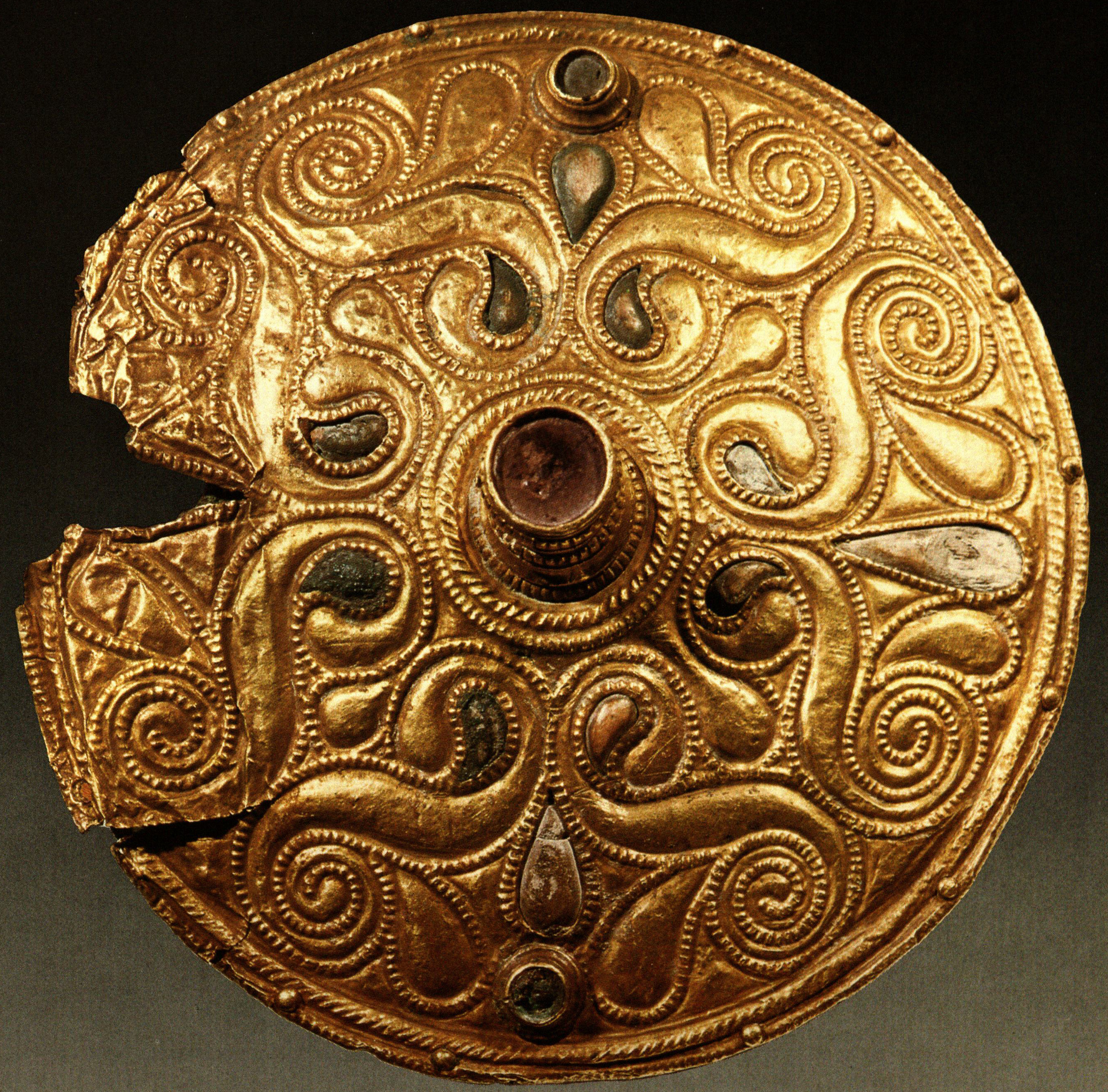
Broche de disco, França, século IV a.C.
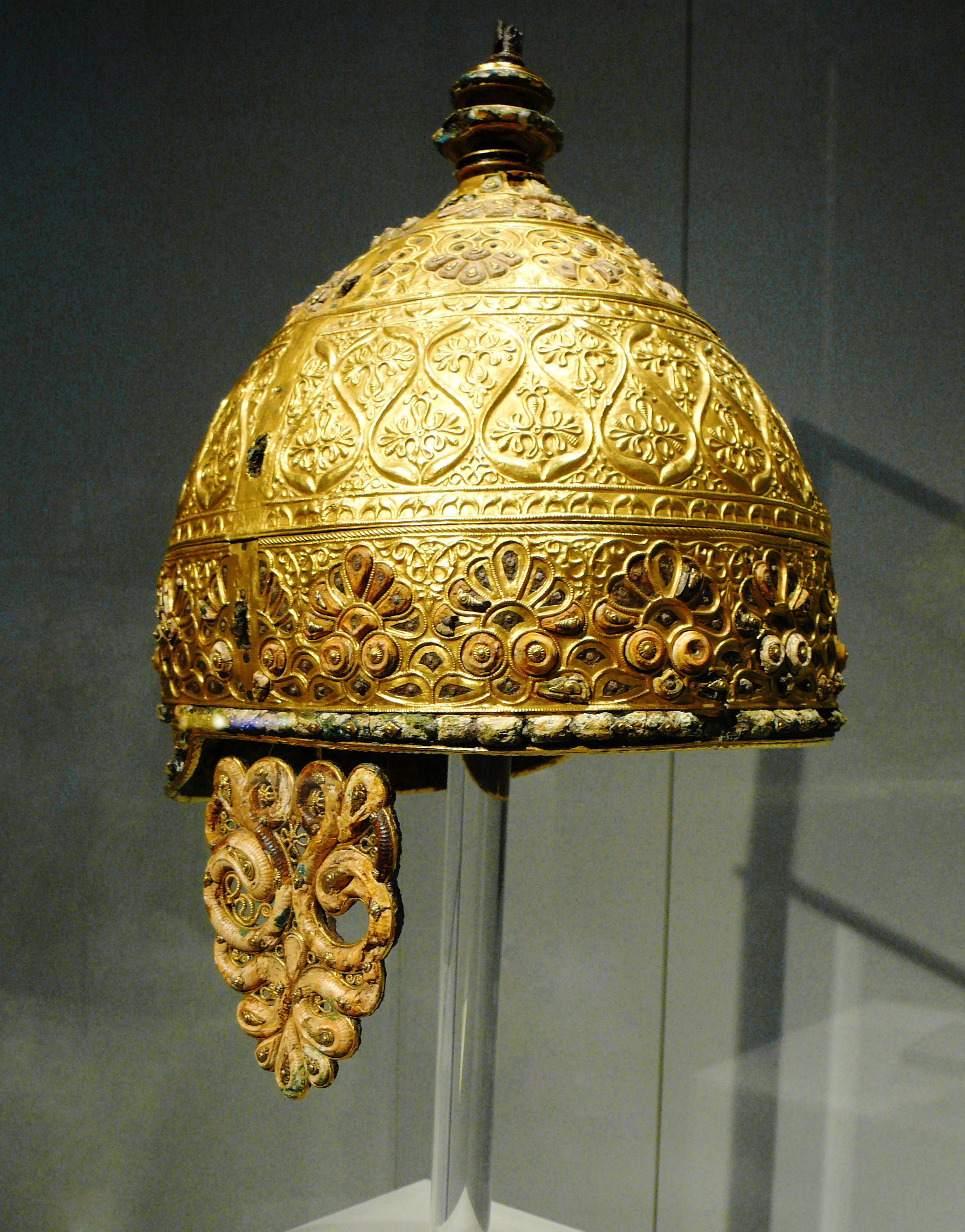
Capacete de Agris, França, c. 350 a.C., decorado com uma mistura de estilos mediterrâneos. Feito de ferro, bronze, ouro, prata e coral; século III a.C. localização: Agris (Carântono), hoje no Museu d’Angoulême
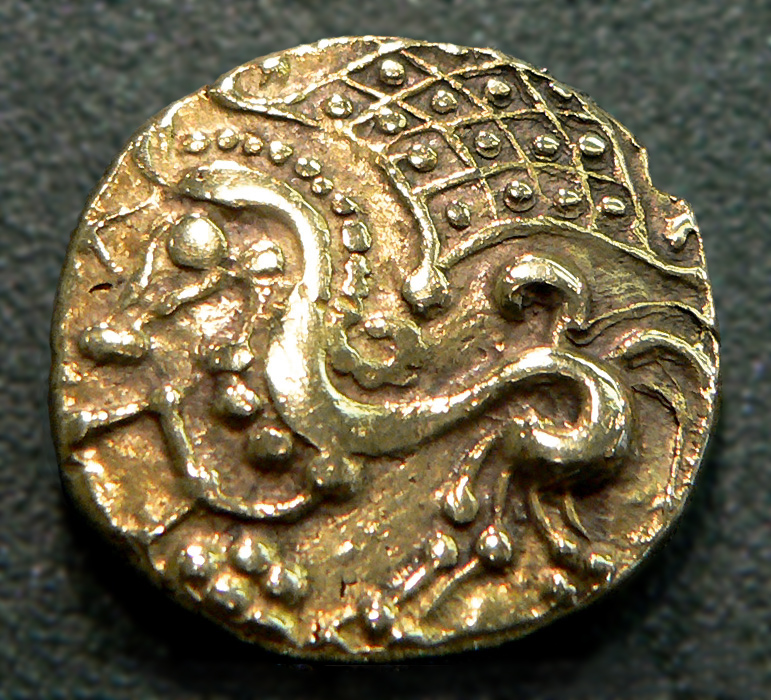
Moeda Estáter da tribo Parisii, c. 100-50 a.C.

Exemplares britânicos
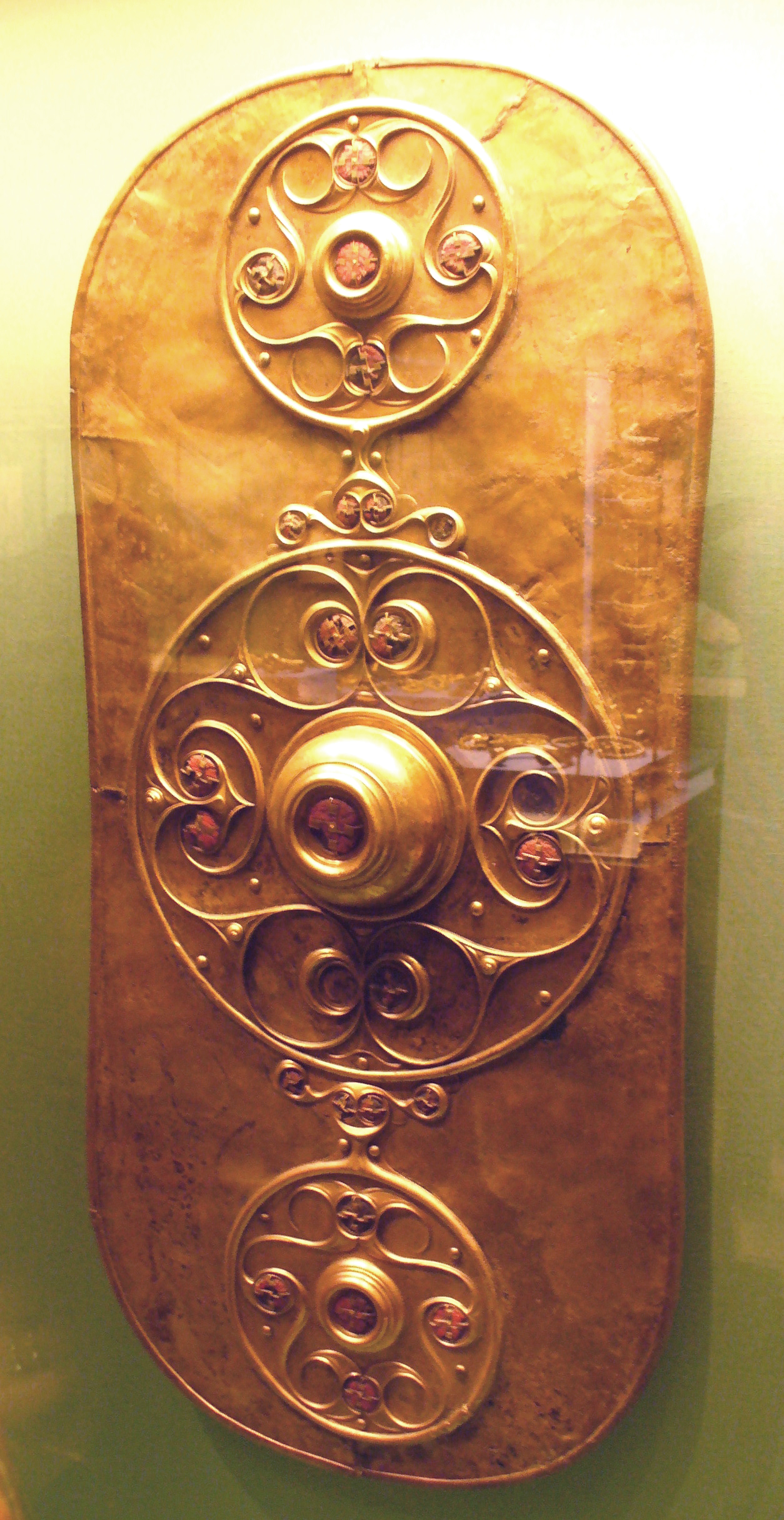
O Escudo de Battersea, Inglaterra, 350-50 a.C., para exibição em vez de combate.
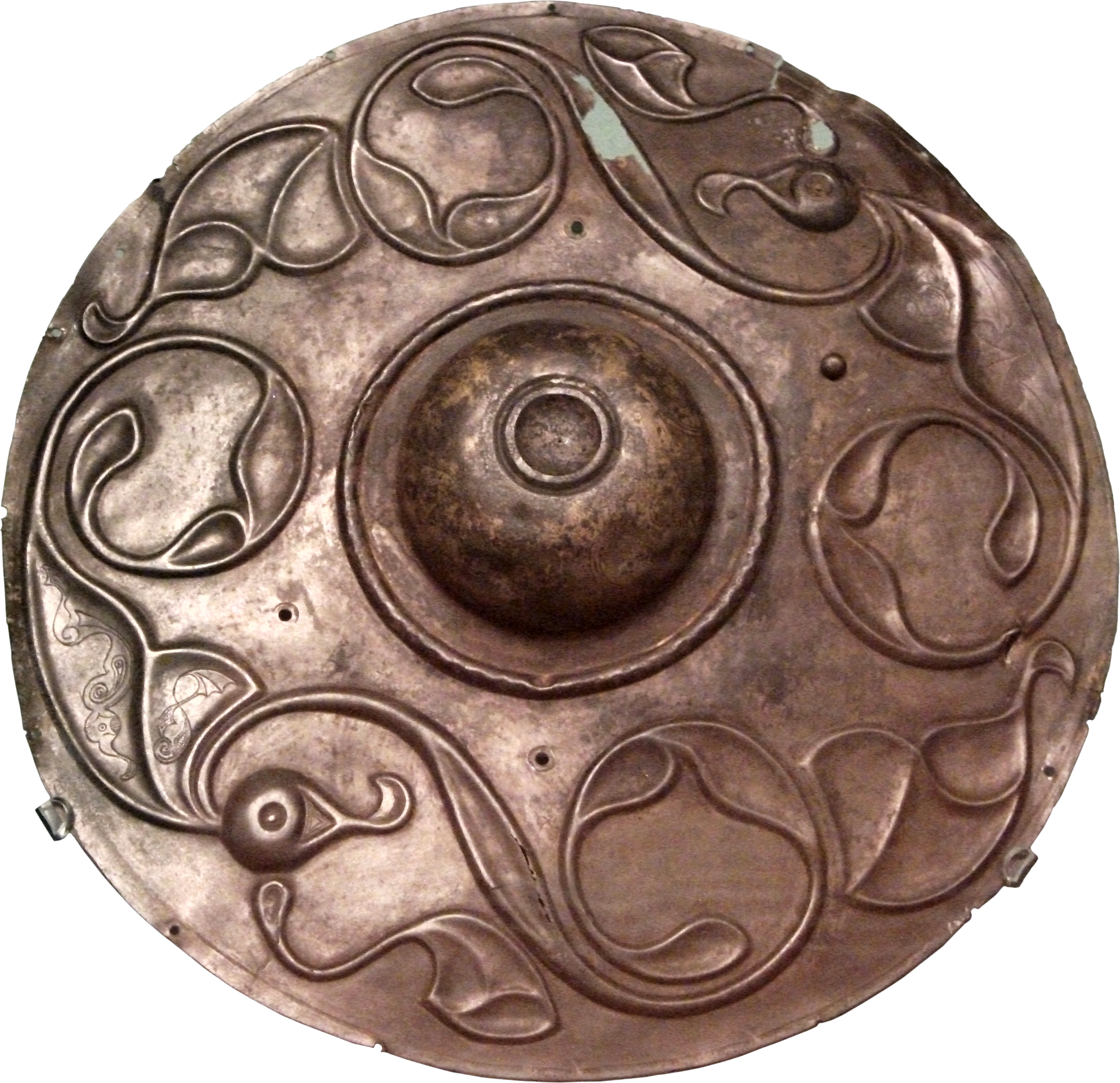
Wandsworth Shield, no estilo plástico
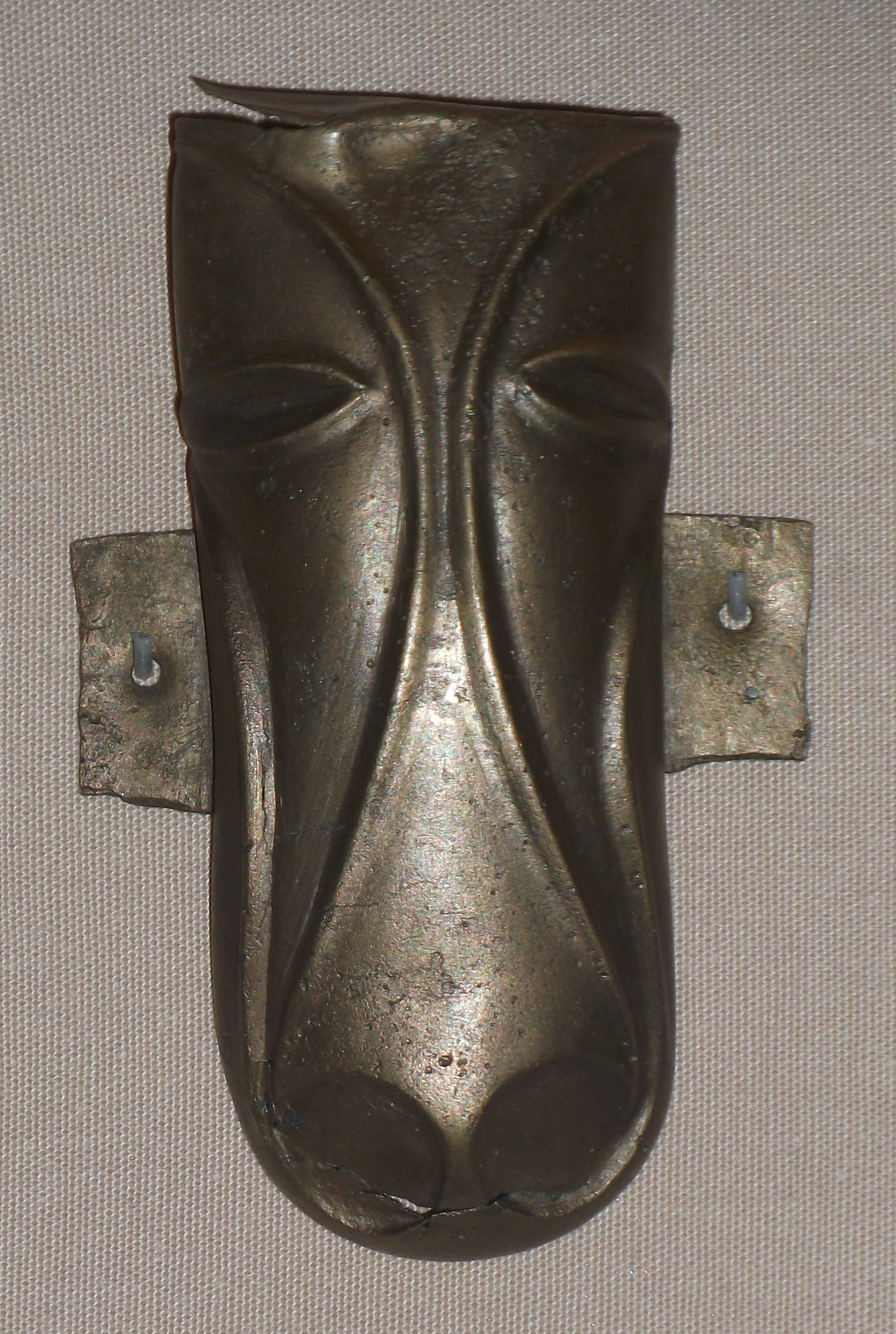
Montagem de bronze no estilo Disney britânico, 10 cm de altura, século I d.C.
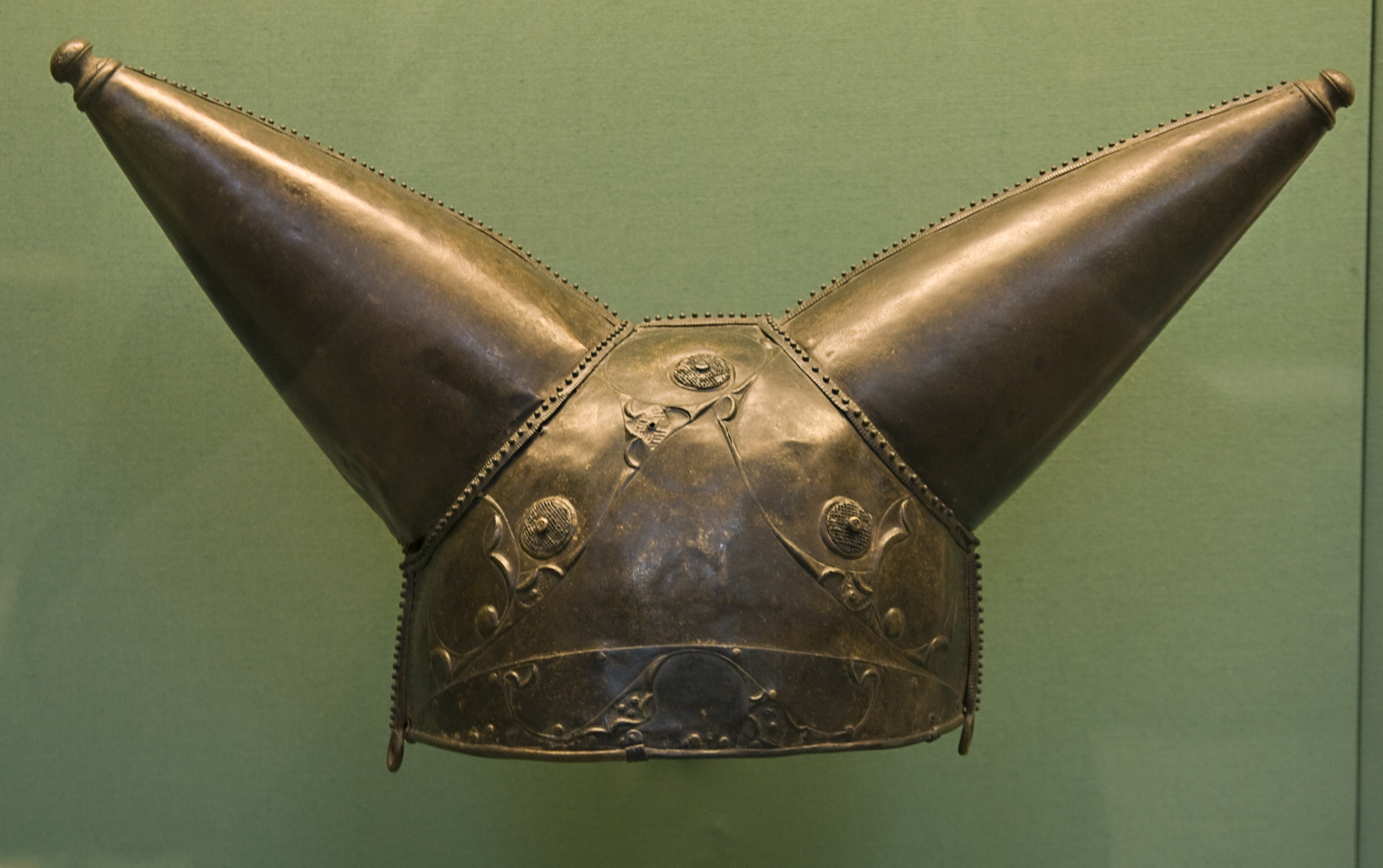
O Capacete de Waterloo, um achado único, provavelmente não usado em batalha.

## Estilo Waldalgesheim
O estilo Waldalgesheim ou estilo gavinha é o primeiro estilo de arte desenvolvido de forma independente pelos celtas. É caracterizado por padrões complexos de gavinhas, espirais entrelaçadas, alças e círculos. Os padrões geométricos de plantas nos ornamentos são particularmente comuns aqui. As representações figurativas estão quase completamente ausentes.
O estilo tem o nome da carruagem funerária de Waldalgesheim, o túmulo cerimonial de uma mulher, descoberto em 1869 na comunidade de Waldalgesheim em Hunsrück. Outros exemplos de locais que podem ser atribuídos ao estilo Waldalgesheim incluem Moscano di Fabriano e Filottrano em Itália. O estilo Waldalgesheim é documentado por inúmeros trabalhos em metal em toda a Europa, mas também por achados em cerâmica com a ornamentação típica do estilo Waldalgesheim, por exemplo os pratos de cerâmica nas sepulturas em Champagne.
Um achado individual espetacular e exemplo do estilo Waldalgesheim é um elmo coberto com folhas de ouro encontrado numa caverna perto de Agris no sudoeste da França. O capacete está totalmente recoberto por diversos padrões em ouro, como faixas de palmetas recobertas com placas de coral, além de padrões em S e gavinhas. O capacete tem um design tão delicado que é muito provavelmente que não tenha tido utilidade prática.

## Escultura

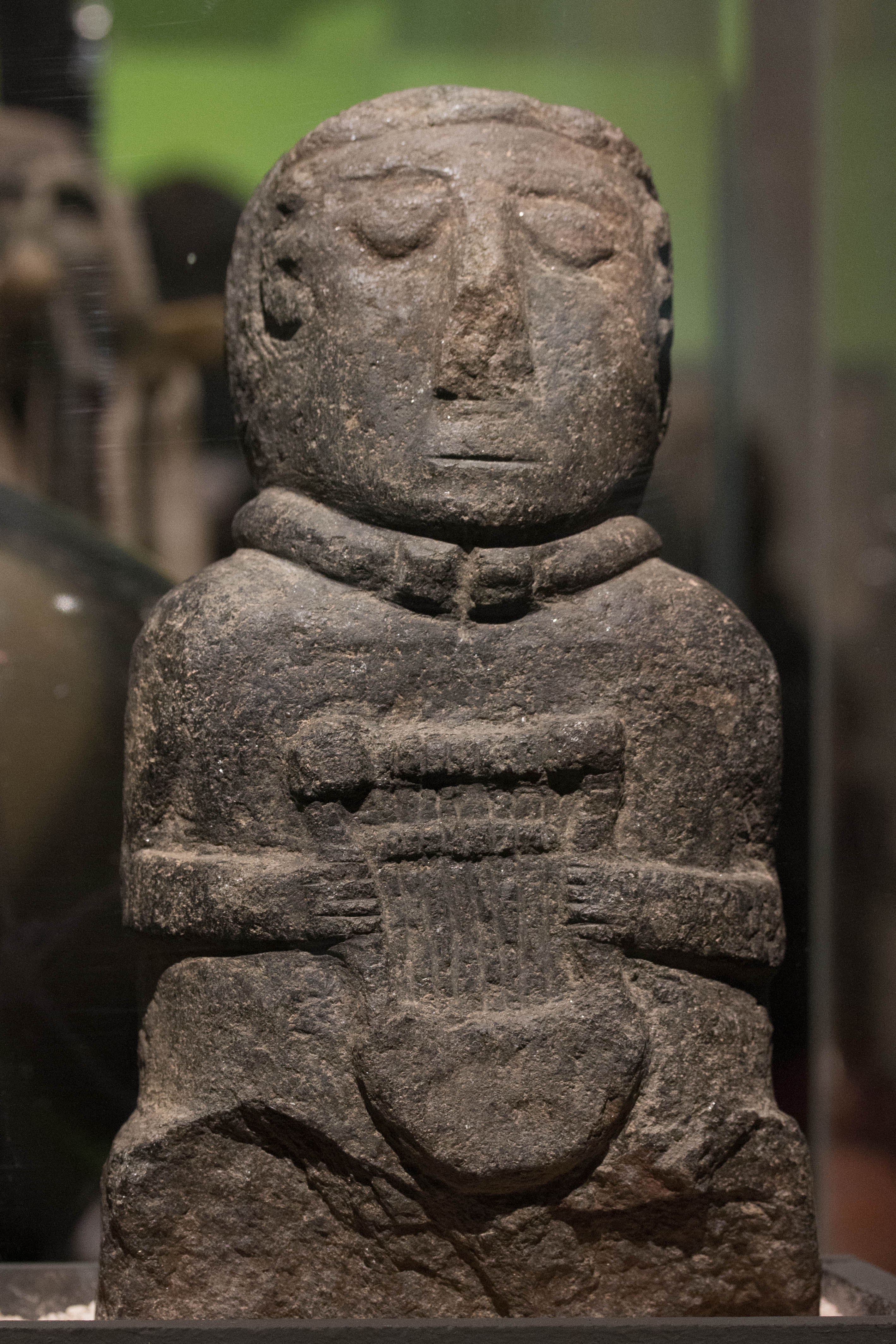
O Bardo de Paule.

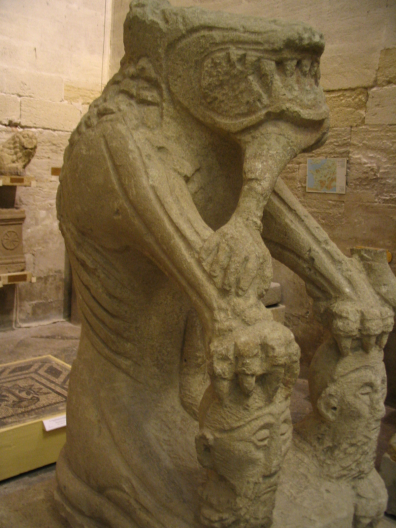
Tarasca de Noves - III-I século a.C. - Museu lapidaire d'Avignone.

A estatuária é considerada excepcional no contexto artístico celta, que sempre foi considerado não figurativo. Consequentemente, a escultura era considerada uma forma de arte pouco praticada pelas populações celtas e/ou fortemente influenciada pela cultura mediterrânica (gregos e romanos). Sem que ainda seja possível determinar uma evolução global, no tempo e no espaço, torna-se possível definir algumas séries.
Estelas e estátuas-estelas aparecem nas residências nobres de Hallstatt: em Württemberg no século VI a.C. e em Vix, na Côte-d'Or, onde foram encontrados fragmentos. As duas peças mais significativas deste corpus são os chamados Guerreiro de Hirschlanden e o Príncipe de Glauberg, ambos feitos de arenito e encontrados perto do forte de um líder que eles quase certamente representaram. Na região histórica da Narbonensis Gália (mais ou menos sobreposta à atual região francesa da Occitânia) desenvolveu-se um corpus de estelas antropomórficas num formato mais ou menos comparável àquela das últimas estátuas alemãs de Hallstattian. São blocos de seção retangular ou quadrada, anepígrafes, geralmente sem representação de membros ou cabeças, mesmo que algumas estelas tenham claramente sido voluntariamente decapitadas (como no sítio de Touriès) mas com armadura estilizada (as ombreiras são até reconhecíveis) do tipo Kardiophylax, por vezes assimilada a um escudo, e o cinto.
As estelas ibéricas e da Ligúria, as estátuas-estelas celtiberas, narbonenses e tardo-Hallstatt da Alemanha demonstram, portanto, uma série de ligações estilísticas que nos permitem assumir trocas culturais entre estes depósitos de produção de obras de arte tanto durante o período arcaico como em plena época celta. Integrando-se neste substrato, a arte romana, no seu significado provincial, deu origem à produção de estátuas galo-romanas (o Guerreiro de Vachères e o Guerreiro de Mondragon exibido no Museu lapidaire de Avignon, ambos datados do século I a.C.) erroneamente considerados por muito tempo como as únicas manifestações da estatuária gaulesa.
Também na zona narbonense, na região de Nîmes, foram encontrados uma série de pequenos bustos de acabamento bastante semelhante, datados dos séculos VI-V a.C.: os chamados. Bustos de Sainte-Anastasie, descobertos num campo a uma dezena de quilómetros de Nîmes, ou o Busto de Corconne.
Foram descobertas na acrópole pré-histórica de Roquepertuse estátuas de guerreiros e outros membros da elite gaulesa do século IV ao II a.C. esculpidas em formato redondo, mais ou menos em tamanho natural, representações sentadas de pernas cruzadas, com objetos simbólicos nas mãos.
A arte celta produziu portanto muitas obras representando temas zoomórficos ou monstruosos: antes de mais, a rica produção celtiberiana do Verraco, grandes esculturas de pedra zoomórficas altamente estilizadas, representando javalis ou touros. A representação frequente do javali, símbolo dos Druídas, a classe dominante sacerdotal, ídolos e insígnias militares (por exemplo, o chamado Javali de Soulac-sur-Mer Cinghiale di Soulac-sur-Mer) a Tarasca di Noves; etc.

## Arquitetura
Os povos da cultura La Tène foram os que mais desenvolveram o urbanismo dito castrejo, nos oppida (topo de elevações), assentamentos maiores bem flanqueados por estacados e madeira paliçados dotados de robustez defensiva, locais fortificados, geralmente localizados em pontos altos da paisagem ou em planícies em pontos naturalmente defensáveis, como curvas de rios. As fortificações geralmente consistiam num muro de circuito em terraplenagem, às vezes com valas externas, a exemplo o murus gallicus. Os oppida não eram necessariamente locais de ocupação permanente, embora alguns fossem usados como tal. Esse ambiente hostil se deteriorou ainda mais quando os romanos decidiram pela conquista, começando em 125 a.C. com ataques à tribo Arverni na Gália. O ferro contribui significativamente para as melhorias agrícolas que influíam na nova distribuição de riqueza, com a construção de ferramentas como o arado, o que tornou uma referência em termos de indústrias e técnicas metalúrgicas pelo facto de ter consagrado o uso do ferro a múltiplas dimensões e práticas do quotidiano, desde a guerra à utensilagem doméstica, a agricultura ao artesanato. Os Lusitanos, os Gauleses ou as tribos germânicas pertenciam à cultura La Tène.

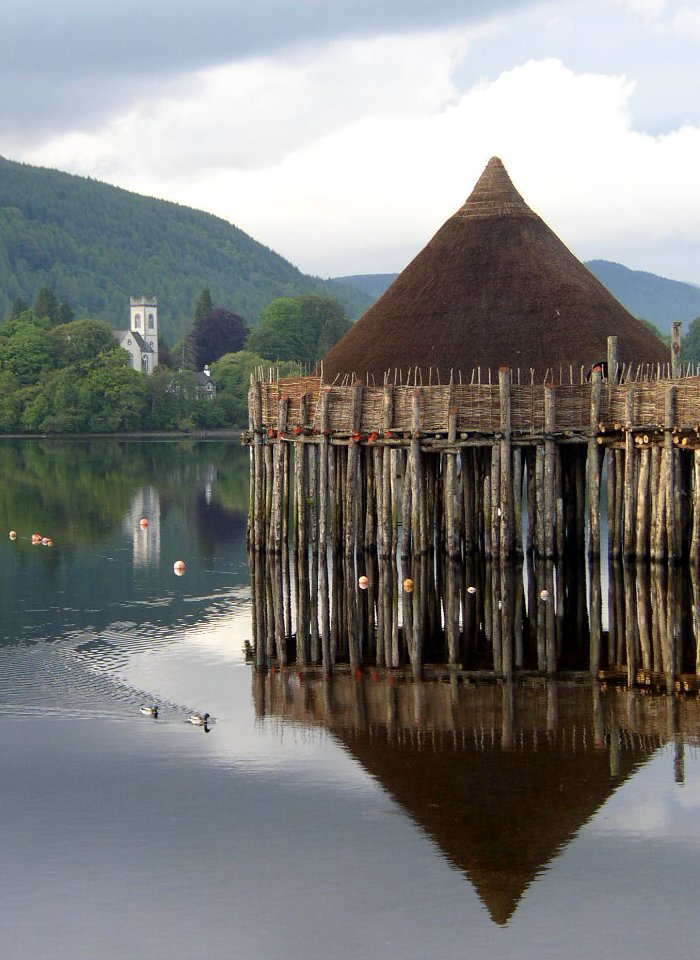
Uma replica crannóg no Lago Tay. Alguns crannógs poderiam ser alcançados por passadiços, de pedra ou madeira, a partir da margem mais próxima, mas, a maioria deles apenas era acessível de barco.

Evidências obtidas em escavações arqueológicas sugerem que os oppida eram centros comerciais, políticos e religiosos, sendo certas áreas dentro deles dedicadas a cada função. O desenvolvimento da oppida constitui um marco na urbanização do continente europeu; os oppida são os primeiros assentamentos ao norte do Mar Mediterrâneo que podem ser descritos como verdadeiras “cidades”. Júlio César diz que cada tribo gaulesa tinha numerosos oppida, cada um de importância diferente, levantando assim a hipótese de uma espécie de hierarquia. Em Bibracte, dentro do bairro conhecido como Parco dei Cavalli, encontram-se alguns edifícios de pedra, certamente residências aristocráticas, e um edifício com colunas, certamente público, e ao nível do Pasto do Convento.
Durante a transição da Idade do Bronze para a Idade do Ferro, do Douro para as costas do norte da Galiza e das regiões centrais das Astúrias, o povoamento em locais fortificados substituiu o antigo modelo de povoamento aberto. Este espaço encontrava-se maioritariamente vazio, pouco urbanizado e utilizado para actividades comunitárias, constituído por algumas cabanas quadradas circulares, oblongas ou arredondadas, de 5 a 15 metros na sua maior dimensão, construídas com madeira, materiais vegetais e argila, por vezes reforçados com paredes de pedra, e cobertura de colmo. Desde o início do século VI a. C. estes povoados começam a expandir-se e centenas de novos fortes começam a ser fundados, enquanto alguns pequenos mais antigos foram abandonados por novos locais.
Estas novas povoações foram fundadas perto dos vales, nas proximidades das terras agrícolas mais ricas e eram geralmente protegidas por diversas linhas de defesa, compostas por muros, fossos e sólidos muros de pedra, provavelmente construídos não só como dispositivo defensivo, mas também como elemento que poderia conferir prestígio à comunidade. Por vezes foram encontrados restos humanos em cistas sob as muralhas, implicando algum tipo de ritual de protecção fundamental.
A partir do século II a. C., sobretudo no sul, alguns dos fortes tornaram-se cidades fortificadas semi-urbanas, oppidum; cidades, com populações de alguns milhares de habitantes, como a cividade de Bagunte (50 ha), Briteiros, Citânia de Sanfins e San Cibrao de Las.
Na Grã-Bretanha e Irlanda Celtas, para além das contruções circulares e fortificações, predominavam construções como os crannógs durante a Idade do Ferro europeia (c. 800–1 a.C.) até o início do período medieval (400–1300 d.C.;), tanto na Irlanda quanto na Escócia, apesar de outros exemplos ocorrem isoladamente fora destas áreas desde o Neolítico europeu e até o período pós-medieval (1300–1700 d.C.), especialmente na Irlanda. Fora desta área, os crannógs são raros, mas incluem exemplos isolados do País de Gales (Llangorse) e da Dinamarca (Solvig), embora vilas de lagos e pântanos sejam particularmente comuns em toda a Europa. Ilhas inteiramente, ou em grande parte, artificiais num lago ou num pântano – típico da costa atlântica e da franja celta (da Escócia ao noroeste da França). Devido ao alto lençol freático e à subsidência, esses locais podem ter excelentes condições de preservação de artefatos, especialmente materiais orgânicos, como madeira e tecidos.

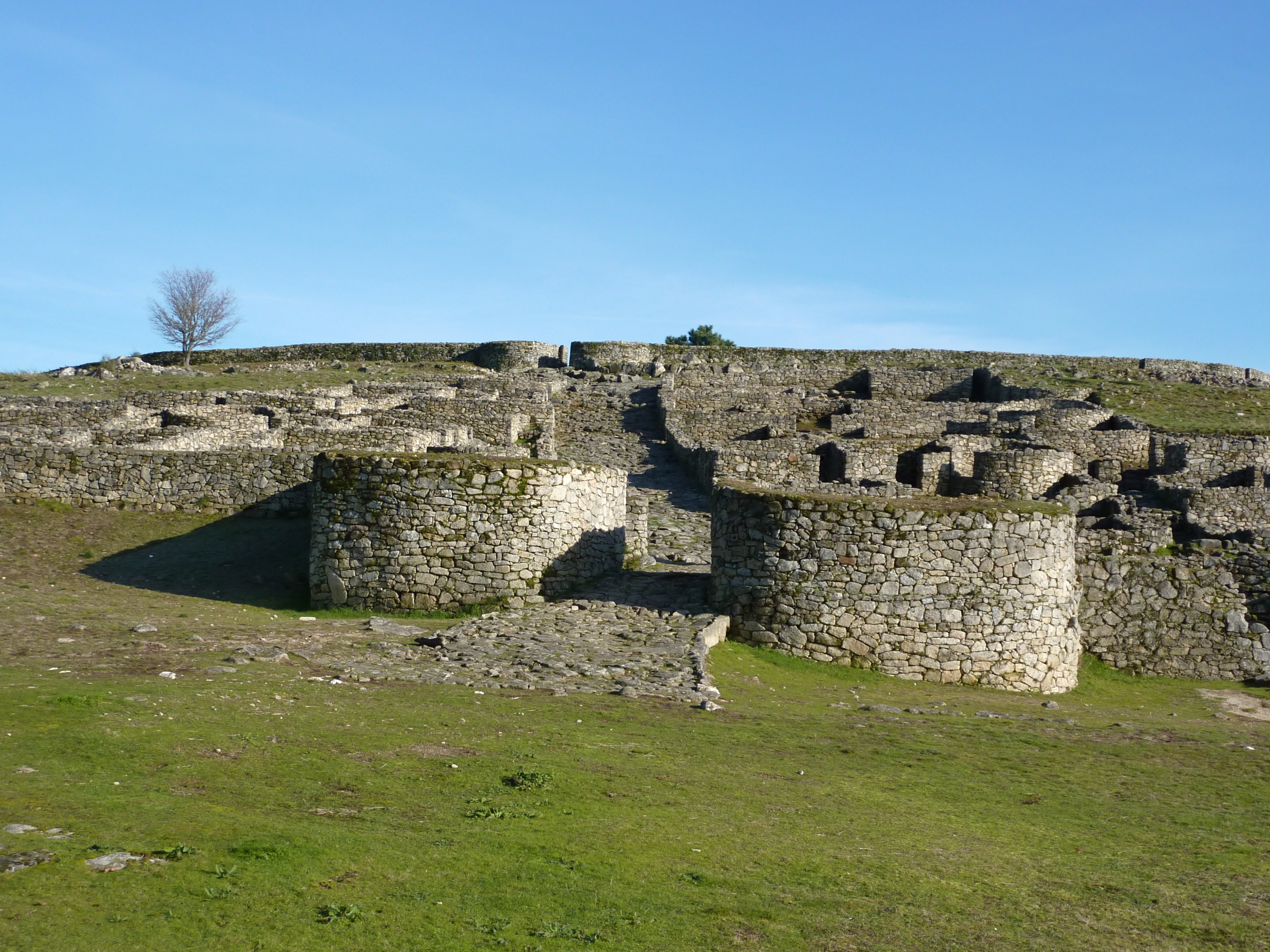
Porta monumental de San Cibrao de Las.
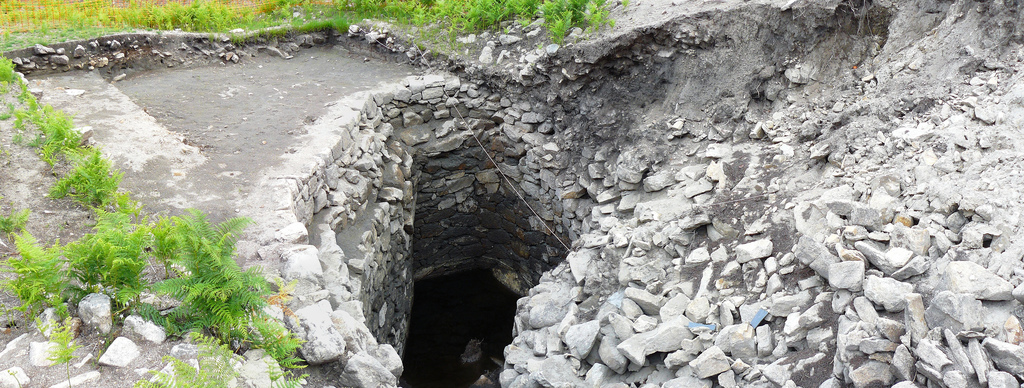
Poço de San Cibrao de Las.
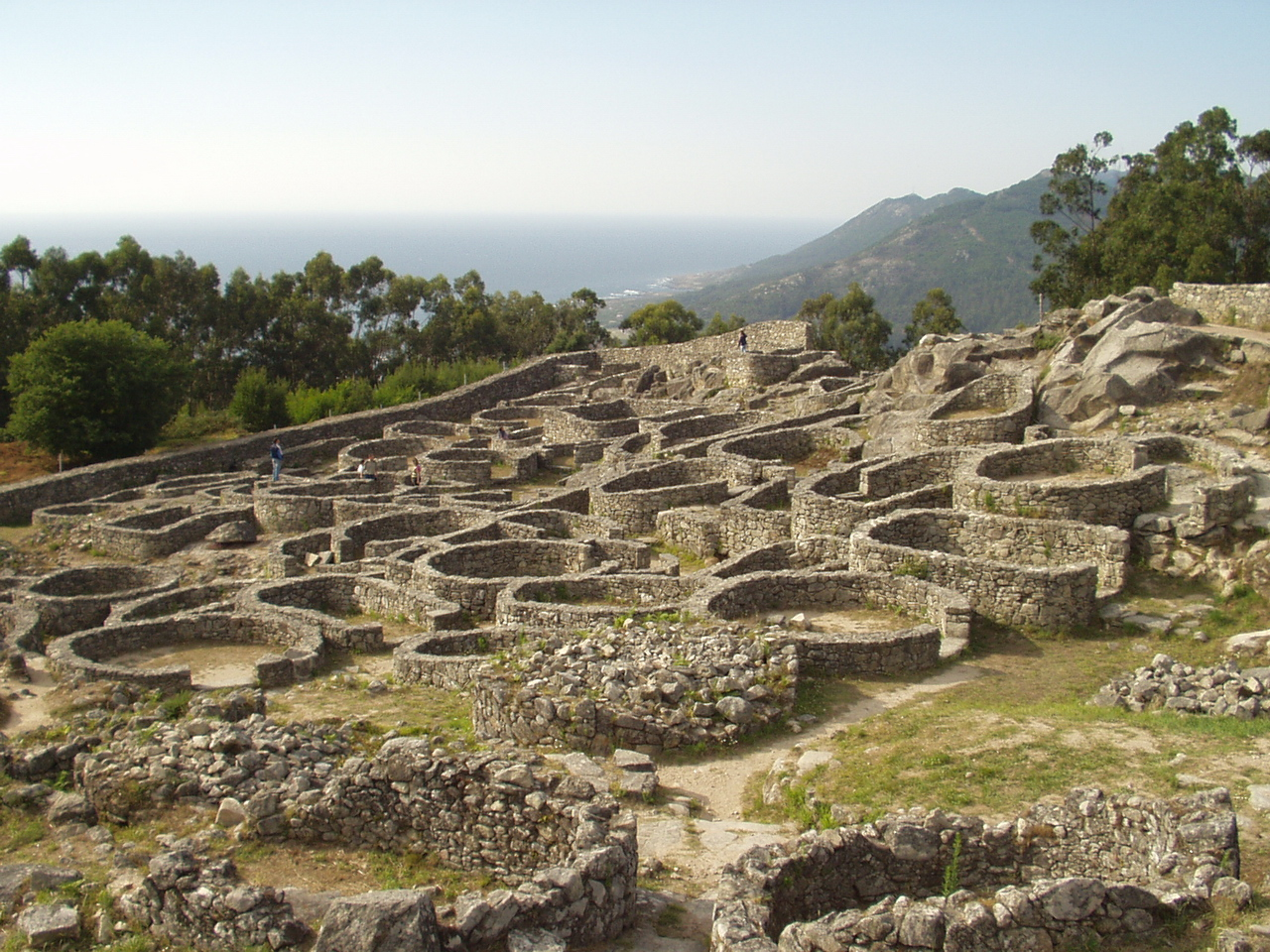
Castro de Santa Trega.
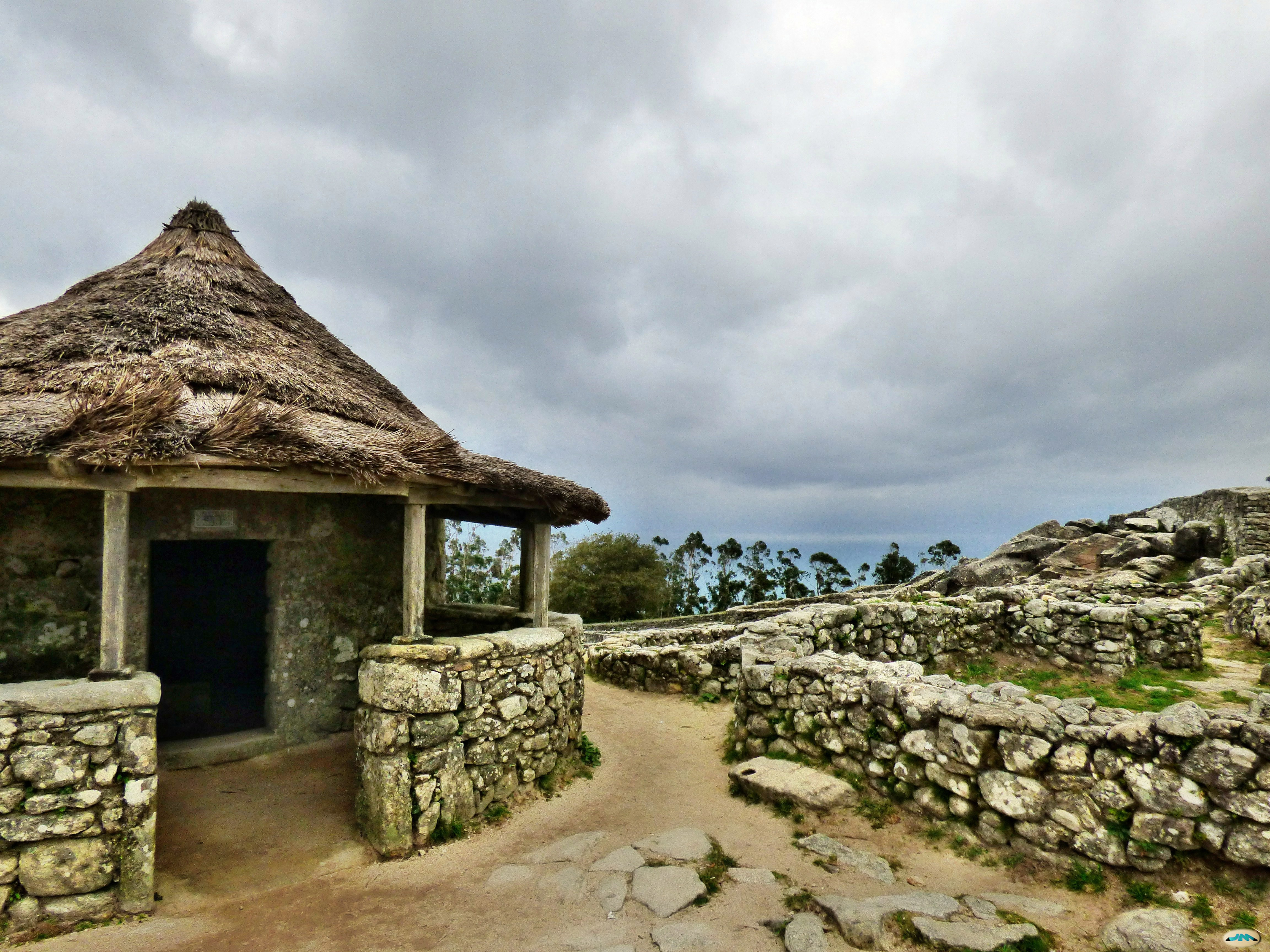
Vivenda reconstruída do castro de Santa Trega.
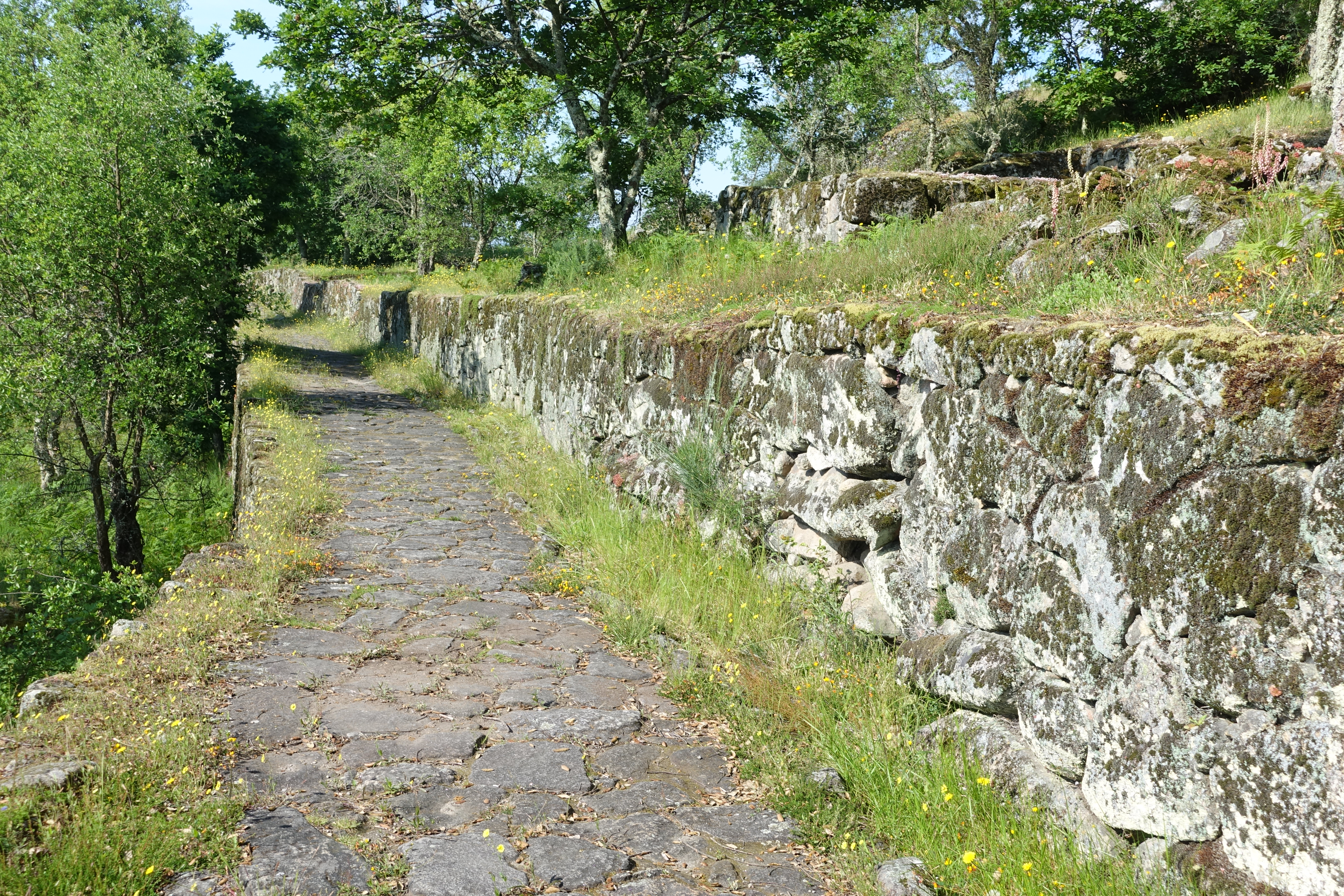
Rua na citânia de Briteiros.
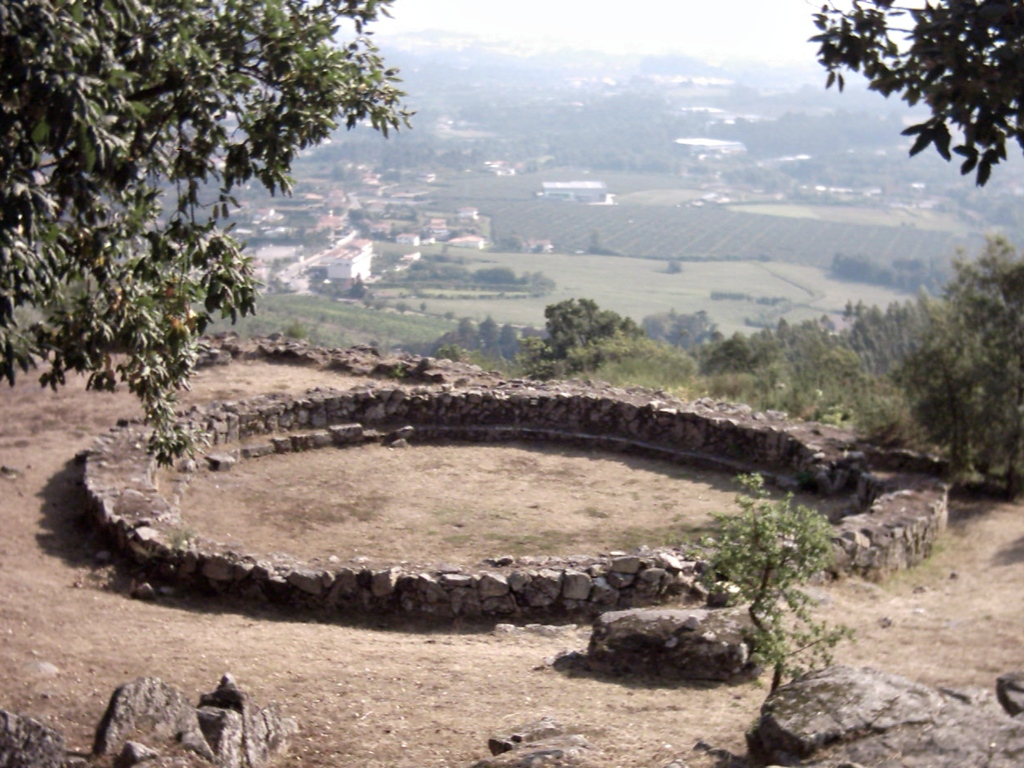
Casa grande comunitaria na citânia de Briteiros.

## Alta Idade Média

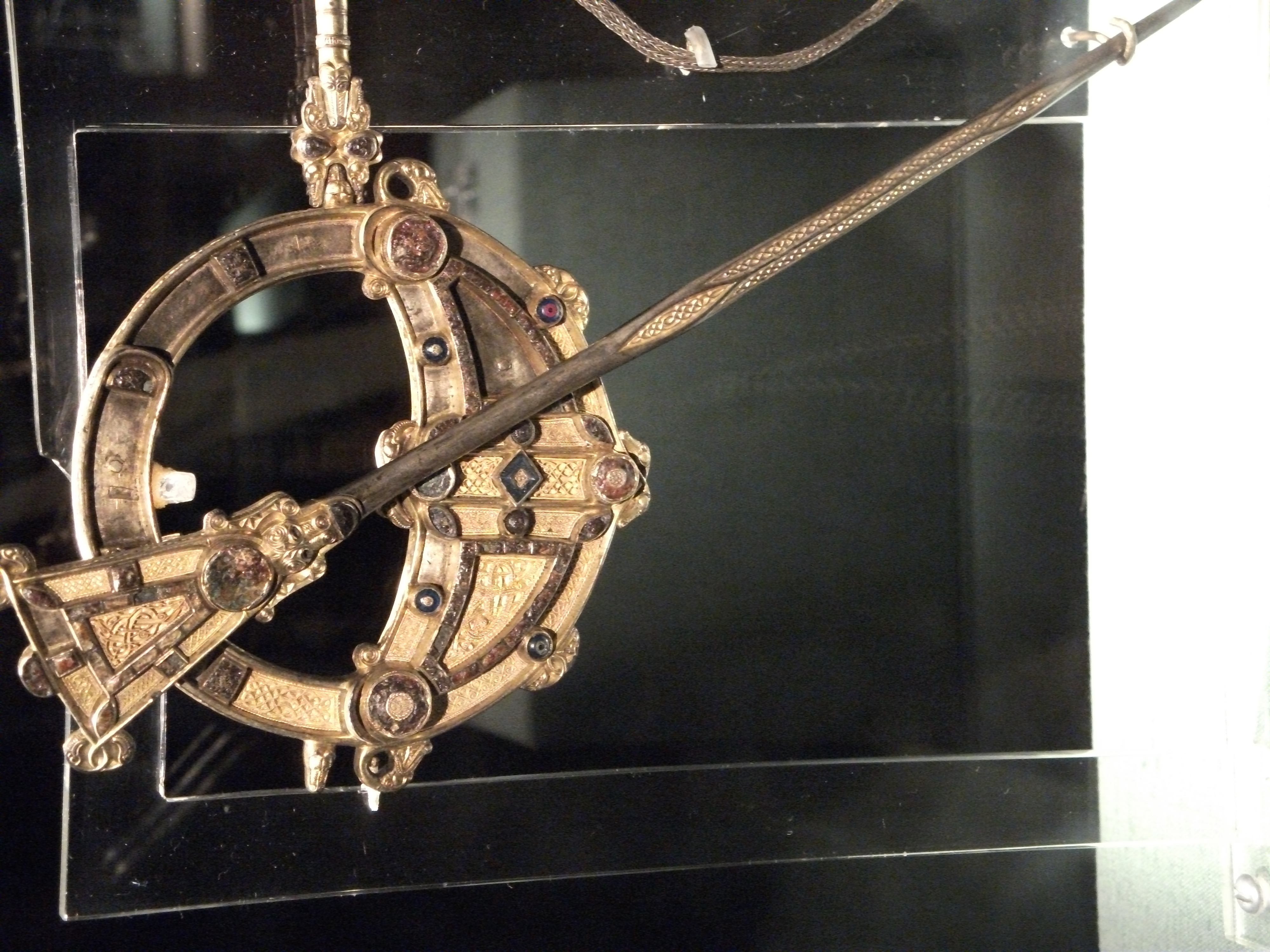
O Broche de Tara

### Grã-Bretanha e Irlanda pós-romanas
A arte celta na Idade Média era praticada pelos povos principalmente da Irlanda e partes da Grã-Bretanha no período de 700 anos entre o domínio romano no século V, ao estabelecimento da arte românica no século XII. Por meio da missão hiberno-escocesa o estilo celta foi uma grande influência no desenvolvimento artístico das regiões do norte europeu.

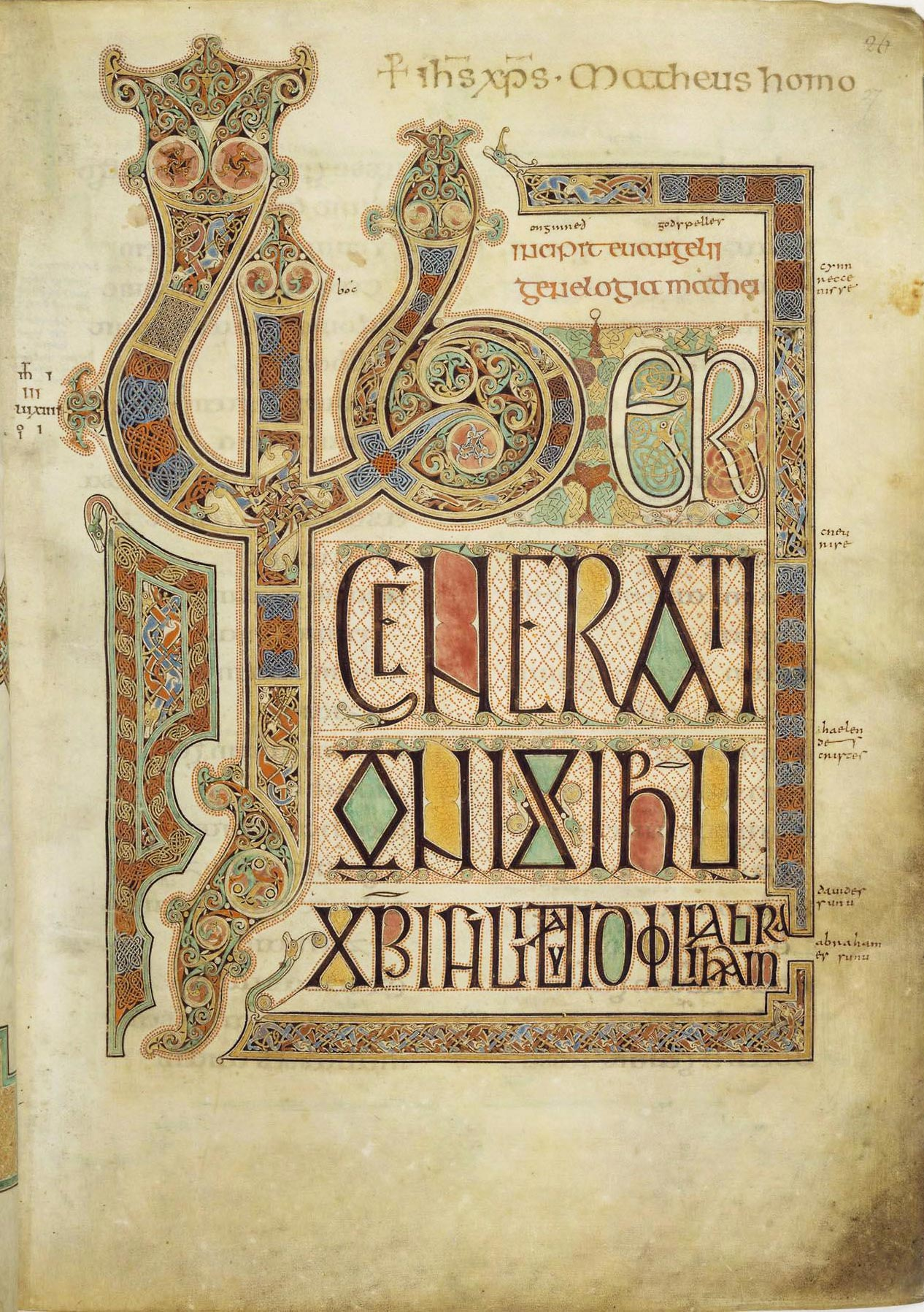
O fólio 27 dos Evangelhos de Lindisfarena do século VIII contém o incipit Liber generationis do Evangelho de Mateus.

Na Irlanda uma hereditariedade celta ininterrupta existiu antes e durante a conquista romana da Britânia, que nunca chegou a atingir a ilha, embora de fato objetos do estilo de La Tène sejam muito raros no período romano tardio. Os séculos V a VII foram uma continuação do estilo de La Tène presente no fim da Idade do Ferro, apresentando muitos sinais das influências romanas e romano-britânicas que gradativamente penetraram na ilha. Com a chegada do cristianismo, a arte irlandesa foi influenciada por ambas as tradições mediterrâneas e germânicas, a última por meio de contatos irlandeses com os Anglo-Saxões, criando o que é chamado de estilo Insular ou hiberno-saxão, que tem seus anos dourados no século VIII e início do século IX – antes dos ataques vikings interromperem brutalmente a vida monástica. Mais tarde, influências escandinavas foram adotadas por meio dos povos vikings e hiberno-nórdicos. O trabalho celta original chegou a um fim com a invasão normanda em 1169-1170 e a subsequente introdução do estilo geral romanesco europeu.
Nos séculos VII a IX missionários celtas viajaram à Nortúmbria na Grã-Bretanha e trouxeram consigo a tradição irlandesa da iluminura, que entrou em contato com os conhecimentos e motivos metalúrgicos anglo-saxões. Nos monastérios da Nortúmbria essas habilidades se fundiram e foram provavelmente transmitidas à Escócia e de volta à Irlanda, também influenciando os anglo-saxões e o resto da Inglaterra. Algumas das obras-primas de metalurgia criadas incluem o Broche de Tara, o Cálice de Ardagh e o Cálice de Derrynaflan. Novas técnicas empregadas foram a filigrana e escultura em lascas, enquanto novos motivos incluíam padrões entrelaçados e ornamentação animal. O Livro de Durrow é o mais antigo evangeliário iluminado com escrito insular completo, foi feito por volta de 700, com os Evangelhos de Lindisfarena. O estilo Hiberno-Saxão foi totalmente desenvolvido com páginas tapete detalhadas que parecem brilhar com a ampla paleta de cores. A forma de arte atingiu seu auge no final do século VIII com o Livro de Kells, o manuscrito insular mais elaborado. Estilos artísticos insulares anticlássicos foram levados para centros missionários no continente e tiveram um impacto contínuo na arte carolíngia, românica e gótica pelo resto da Idade Média.
Entre os séculos IX e XI, a prata lisa tornou-se um meio popular na Inglaterra anglo-saxônica, provavelmente por causa do aumento da quantidade em circulação devido ao comércio e às invasões vikings. Foi nessa época que uma série de magníficos broches penais de prata foram criados na Irlanda. Na mesma época, a produção de manuscritos começou a declinar e, embora muitas vezes tenha sido atribuído aos vikings, isso é discutível, visto que o declínio começou antes de sua chegada. A escultura começou a florescer na forma da cruz alta, grandes cruzes de pedra que continham cenas bíblicas esculpidas em relevo. Esta forma de arte atingiu seu ápice no início do século X e deixou muitos bons exemplos, como a cruz de Muiredach em Monasterboice e a cruz alta de Ahenny.

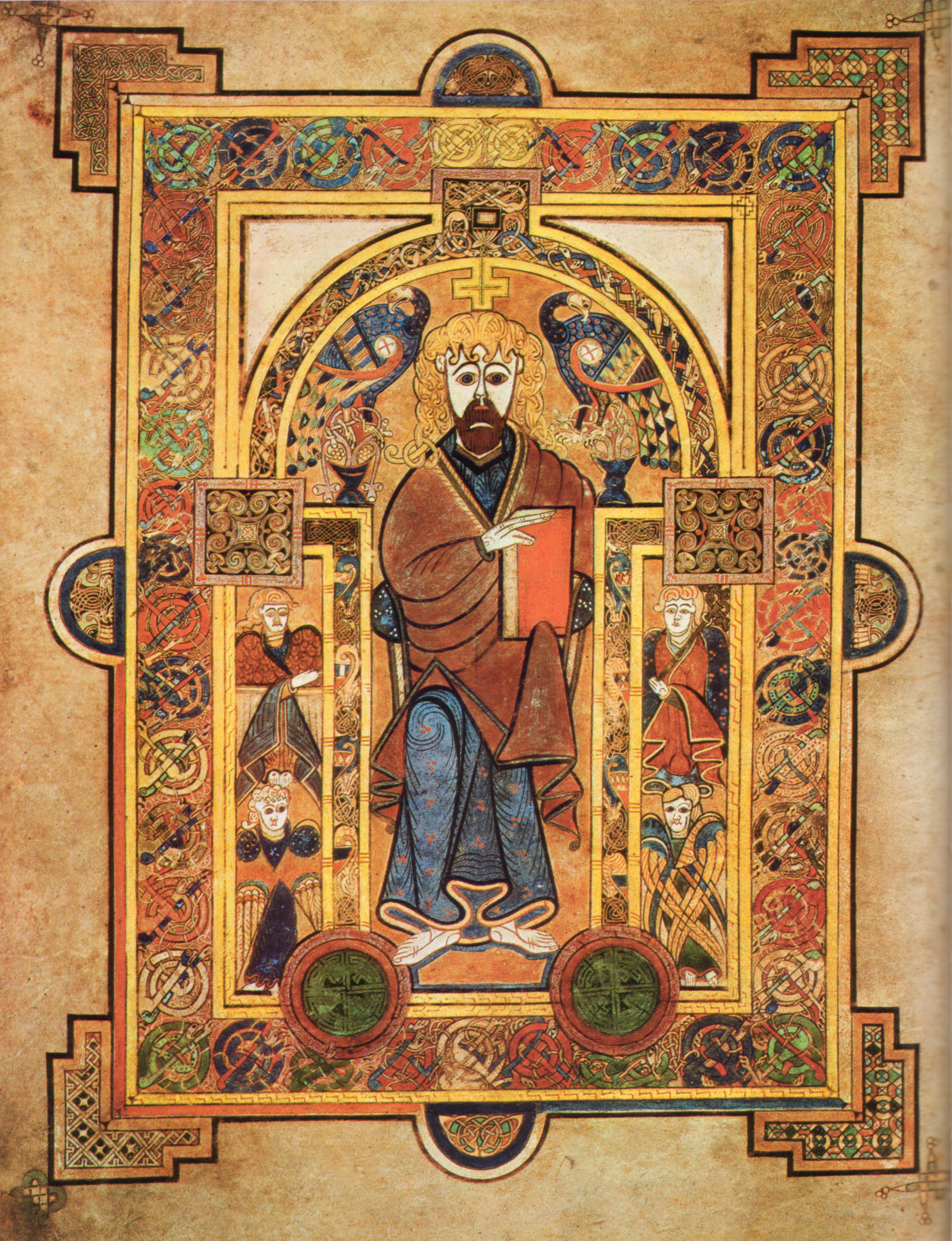
Cristo em Majestade, Livro de Kells

O impacto dos vikings na arte irlandesa não é visto até o final do século XI, quando o trabalho em metal irlandês começa a imitar os estilos escandinavos Ringerike e Urnes, por exemplo, a Cruz de Cong e o Santuário de Manchan. Essas influências foram encontradas não apenas no centro nórdico de Dublin, mas em toda a região interiorana em monumentos de pedra como a Cruz de Dorty em Kilfenora e cruzes no Castelo de Cashel. Alguns manuscritos insulares podem ter sido produzidos no País de Gales, incluindo os Evangelhos de Lichfield do século VIII e os Evangelhos de Hereford.
A arte da histórica Dumnônia, moderna Cornualha, Devon, Somerset e Bretanha na costa atlântica é agora atestada de forma bastante esparsa e, portanto, menos conhecida, pois essas áreas mais tarde foram incorporadas à Inglaterra (e à França) no período medieval e moderno. No entanto, estudos arqueológicos em locais como o Castelo de Cadbury, Somerset,Tintagel, e mais recentemente em Ipplepen indicam uma sociedade alfabetizada altamente sofisticada com forte influência e conexões com o Mediterrâneo Bizantino, bem como com os irlandeses do Atlântico e os britânicos no País de Gales e no Antigo Norte. Muitas cruzes, memoriais e lápides como a Pedra do Rei Doniert, a Pedra de Drustanus e a notória Pedra de Artur mostram evidências de uma população sub-romana surpreendentemente cosmopolita falando e escrevendo tanto em britônico quanto em latim e com pelo menos algum conhecimento de ogam indicado por várias pedras existentes na região. Manuscritos bretões e especialmente da Cornualha são sobreviventes extremamente raros, mas incluem as Alforrias de Bodmin demonstrando uma forma regional do estilo insular.

### Pictos (Escócia)

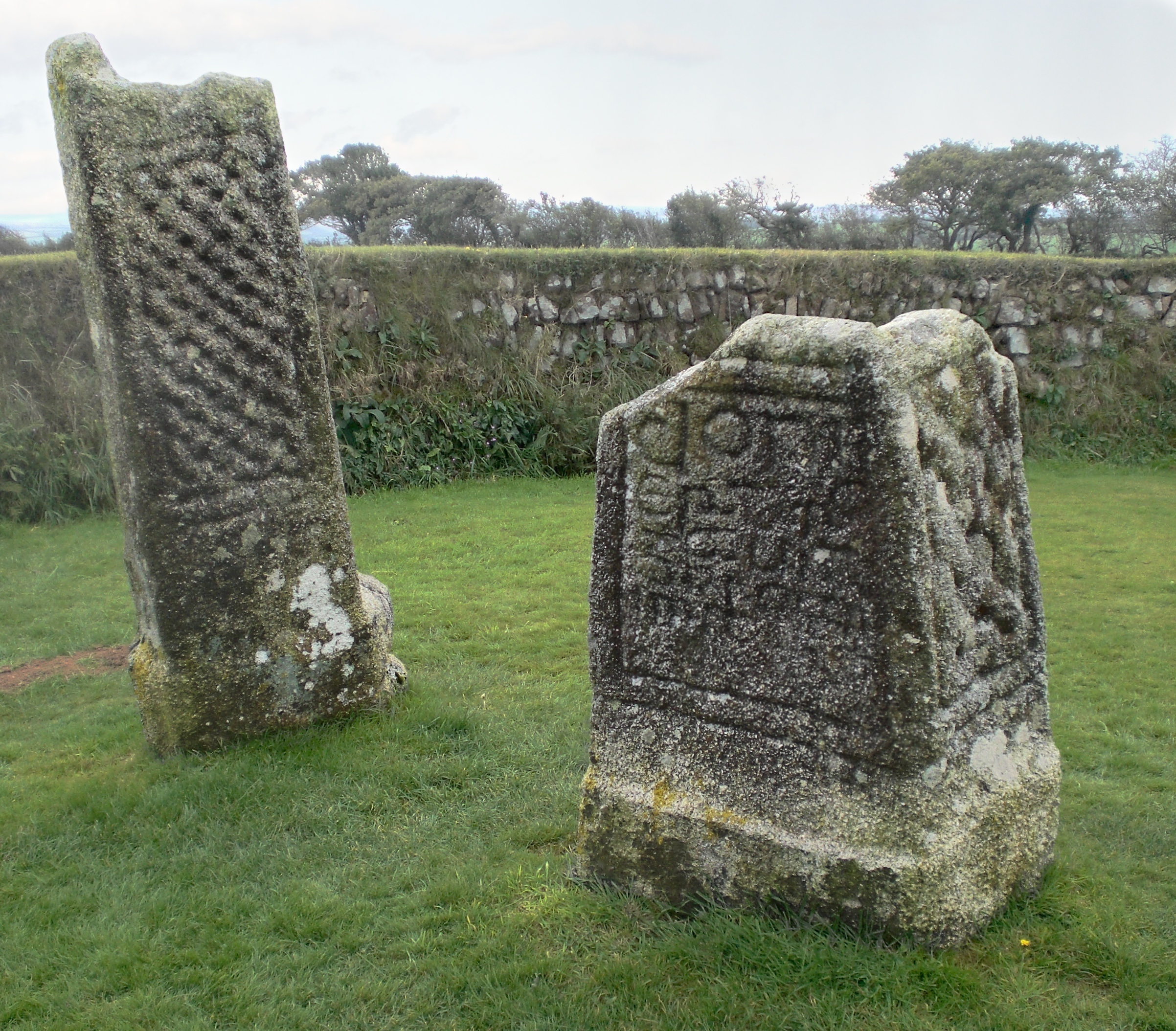
Pedra do Rei Doniert, c. 875

Produzida durante o século V a meados do século IX, a arte dos pictos é conhecida principalmente através das esculturas em pedra e um número menor de peças de metalurgia, muitas vezes de altíssima qualidade; não há manuscritos iluminados conhecidos. Os pictos compartilhavam a Escócia moderna com uma zona de influência cultural irlandesa na costa oeste, incluindo Iona, e o reino anglo-saxão da Nortúmbria ao sul. Após a cristianização, os estilos insulares influenciaram fortemente a arte picta, com entrelaçamento proeminente tanto em trabalhos em metal quanto em pedras.
A pesada Corrente de Whitecleuch tem símbolos pictos em seus terminais e parece ser equivalente a um torque. Os símbolos também são encontrados em placas do tesouro de Norrie's Law. Estas são consideradas peças relativamente antigas. O tesouro da ilha de St Ninian de broches penanulares de prata, tigelas e outros itens vem da costa da antiga terra picta e é frequentemente considerado como principalmente de fabricação pictórica, representando a melhor sobrevivência da metalurgia pictórica tardia, de cerca de 750-825 d.C.

Desenho representativo da besta picta

Pedras pictas são atribuídas por estudiosos a 3 classes: as pedras pictas de classe I são pedras verticais sem forma, incisas com uma série de cerca de 35 símbolos que incluem desenhos abstratos (dados nomes descritivos como crescente e haste em V, disco duplo e haste em Z, 'flor' e assim por diante); esculturas de animais reconhecíveis (touro, águia, salmão, víbora e outros), bem como a Besta Picta, e objetos da vida cotidiana (um pente, um espelho).
Os símbolos são feitos quase sempre em pares, havendo em cerca de um terço dos casos o acréscimo do espelho, ou espelho e pente, abaixo dos demais símblolos. Isso geralmente é usado para simbolizar uma mulher. Além de um ou dois discrepantes, essas pedras são encontradas exclusivamente no nordeste da Escócia, do Estuário do Forth até Shetland – bons exemplos incluem as pedras de Dunnichen e Aberlemno (Angus), e as pedras Brandsbutt e Tillytarmont (Aberdeenshire).

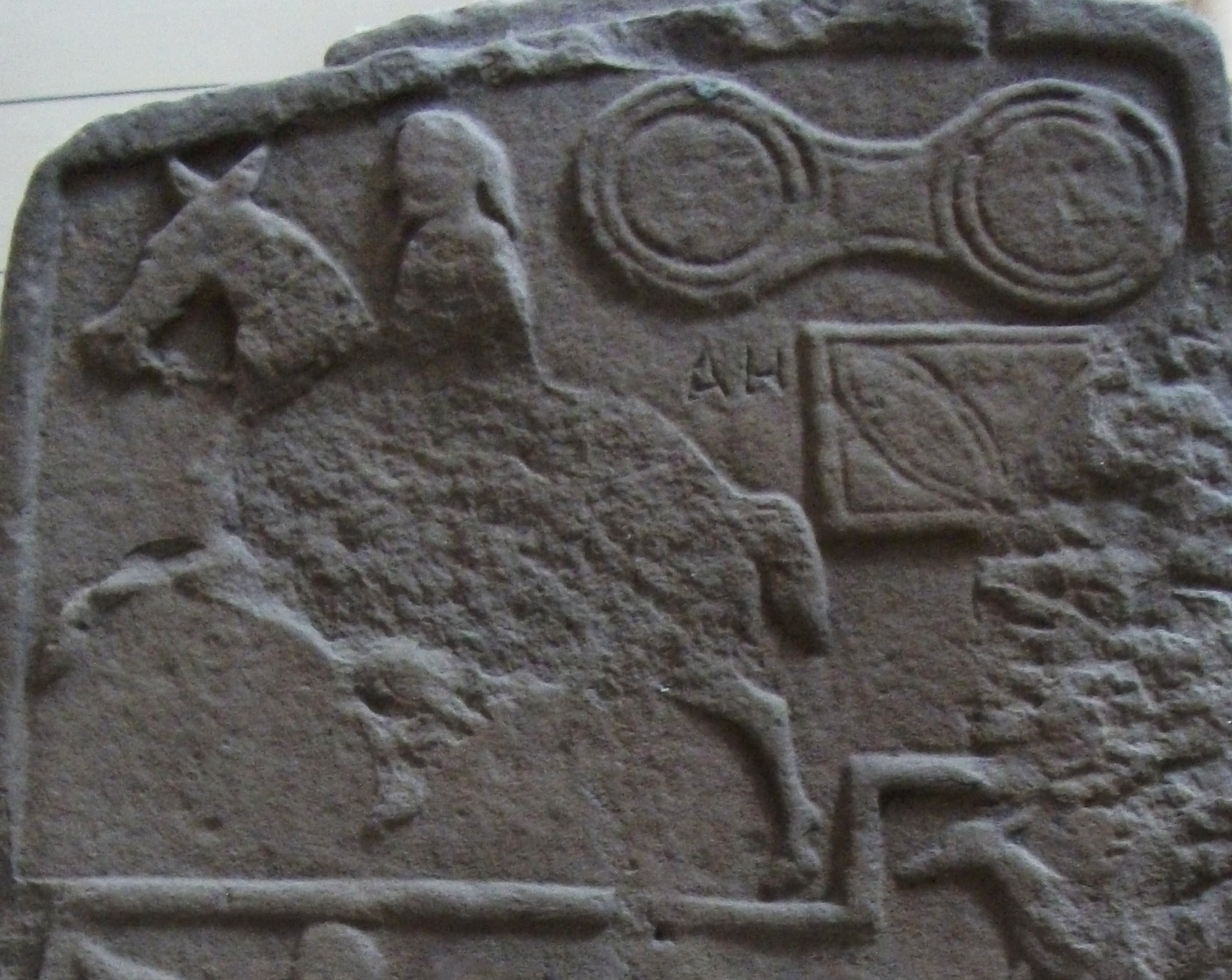
Símbolos pictos e um cavaleiro em uma pedra picta

As pedras de Classe II são placas transversais esculpidas em relevo, ou em uma combinação de incisão e relevo, com uma cruz proeminente em uma ou, em casos raros, em duas faces. As cruzes são elaboradamente decoradas com entrelaçamento, padrão chave ou arabescos, no estilo Insular. Na face secundária da pedra, aparecem símbolos pictos, muitas vezes decorados de forma elaborada, acompanhados por figuras de pessoas (principalmente cavaleiros), animais realistas e fantásticos e outras cenas. Cenas de caça são comuns, temas bíblicos nem tanto. Os símbolos muitas vezes aparecem para rotular uma das figuras humanas. Cenas de batalha ou combate entre homens e animais fantásticos podem ser cenas da mitologia picta. Bons exemplos incluem lajes de Dunfallandy e Meigle (Perthshire), Aberlemno (Angus), Nigg, Shandwick e Hilton de Cadboll (Easter Ross).
As pedras da classe III são do estilo picto, mas não possuem os símbolos característicos. A maioria são lajes transversais, embora também existam pedras reclinadas com soquetes para uma cruz inserida ou uma pequena laje transversal (por exemplo, em Meigle, Perthshire). Em sua maioria, essas pedras podem datar do período após a aquisição escocesa do reino picto em meados do século IX. Exemplos incluem o sarcófago e a grande coleção de lajes transversais em St. Andrews (Fife).

## Renascença celta

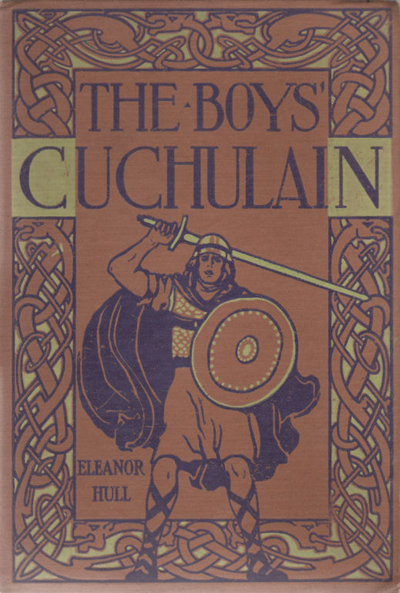
Capa de The Boys' Cuchulain, 1904, na verdade mais próximo do estilo Viking Urnes.

O renascimento do interesse pela arte visual celta veio algum tempo depois do interesse revivido pela literatura celta. Na reprodução da década de 1840, os broches celtas e outras formas de trabalho em metal estavam na moda, inicialmente em Dublin, mas depois em Edimburgo, Londres e outros países. O interesse foi estimulado pela descoberta em 1850 do broche de Tara, que foi visto em Londres e Paris nas décadas seguintes. A reintrodução do final do século XIX de cruzes celtas monumentais para sepulturas e outros memoriais foi sem dúvida o aspecto mais duradouro do renascimento, que se espalhou bem fora das áreas e populações com uma herança celta específica. A estética também tem sido usada como um estilo de decoração arquitetônica, especialmente nos Estados Unidos por volta de 1900, por arquitetos como Louis Sullivan, e em vitrais e estêncil de parede por Thomas A. O'Shaughnessy, ambos moradores de Chicago com sua grande população hiberno-americana. O estilo plástico da arte celta primitiva foi um dos elementos que alimentaram o estilo decorativo Art Nouveau. 
O movimento Arts & Crafts na Irlanda abraçou o estilo celta desde o início, mas começou a recuar na década de 1920. O governador da Galeria Nacional da Irlanda, Thomas Bodkin, escrevendo na revista The Studio em 1921, chamou a atenção para o declínio do ornamento celta na Sexta Exposição da Sociedade de Arts & Crafts da Irlanda, disse: "A arte nacional em todo o mundo explodiu há muito tempo, (…) e se torna mais cosmopolita em espírito a cada geração sucessiva". George Atkinson, escrevendo o prefácio do catálogo da mesma exposição, enfatizou a desaprovação da sociedade em qualquer ênfase indevida no ornamento celta em detrimento do bom design: "Deixa de ser justificável o pleito especial em nome do ornamento tradicional nacional". O estilo serviu à causa nacionalista como um emblema de uma cultura irlandesa distinta, mas logo as modas intelectuais abandonaram a arte celta com uma visão nostálgica do passado.
O entrelaçamento, que ainda é visto como uma forma celta de decoração – ignorando um pouco suas origens germânicas e lugar igualmente proeminente na arte medieval anglo-saxônica e escandinava – permaneceu como um motivo em muitas formas de design popular, especialmente nos países celtas, e acima de tudo a Irlanda, onde continua a ser uma assinatura de estilo nacional. Nas últimas décadas, tem sido usado mundialmente em tatuagens e em vários contextos e mídias em trabalhos de fantasia com um cenário quase da Idade das Trevas.
Na década de 1980, um novo renascimento celta começou, que continua até hoje. Frequentemente, esse movimento do final do século XX é chamado de Renascimento Celta. O Renascimento Celta tem sido um fenômeno internacional, com participantes não mais confinados apenas aos países celtas do Velho Mundo. O dia 9 de junho foi designado Dia Internacional da Arte Celta em 2017 por um grupo de artistas e entusiastas celtas contemporâneos. O dia é uma ocasião para exposições, promoções, workshops e demonstrações.
The Secret of Kells é um longa-metragem de animação de 2009 ambientado durante a criação do Livro de Kells, que faz muito uso do design Insular.